# Kranich
Der Kranich (Grus grus), auch Grauer Kranich oder Eurasischer Kranich, ist ein Vertreter der Familie der Kraniche (Gruidae). In Europa kommt er weitgehend als einzige Kranichart vor; erst ab der Schwarzmeerregion beginnt das Verbreitungsgebiet des Jungfernkranichs. Kraniche bewohnen Sumpf- und Moorlandschaften in weiten Teilen des nördlichen und östlichen Europas, aber auch einige Gebiete im Norden Asiens. Sie nehmen das ganze Jahr über sowohl tierische als auch pflanzliche Nahrung auf. Der Bestand hat in den letzten Jahrzehnten stark zugenommen, so dass die Art nicht gefährdet ist.
Die Schönheit der Kraniche, ihre spektakulären Balztänze und ihr gut zu beobachtender Zug haben schon in früher Zeit die Menschen fasziniert. In der griechischen Mythologie war der Kranich Apollon, Demeter und Hermes zugeordnet. Er war ein Symbol der Wachsamkeit und Klugheit und galt als „Vogel des Glücks“. In der Heraldik ist der Kranich das Symbol der Vorsicht und der schlaflosen Wachsamkeit. In der Dichtung steht der Kranich symbolisch für das Erhabene in der Natur.

## Beschreibung

### Erscheinungsbild
Der Kranich wurde – wie alle Vertreter der Gattung Grus – seiner Größe, der langen Beine und des langen Halses wegen traditionell als „Schreitvogel“ eingeordnet. Kennzeichnend sind die schwarz-weiße Kopf- und Halszeichnung und die federlose rote Kopfplatte. Der keilförmige, schlanke Schnabel ist über zehn Zentimeter lang. Das Gefieder hat, abgesehen vom Kopf, eine hellgraue Färbung in vielen Abstufungen. Sehr selten sind fast weiße und sehr dunkle Vögel. Der Schwanz sowie die Hand- und Armschwingen sind schwarz. Die Humeralfedern variieren farblich von Grau bis Schwarz und hängen bei Altvögeln als „Schleppe“ über den Schwanz hinweg. Zur Brutzeit wird der Schulter- und Rückenbereich mit Moorerde hell- bis dunkelbraun gefärbt.

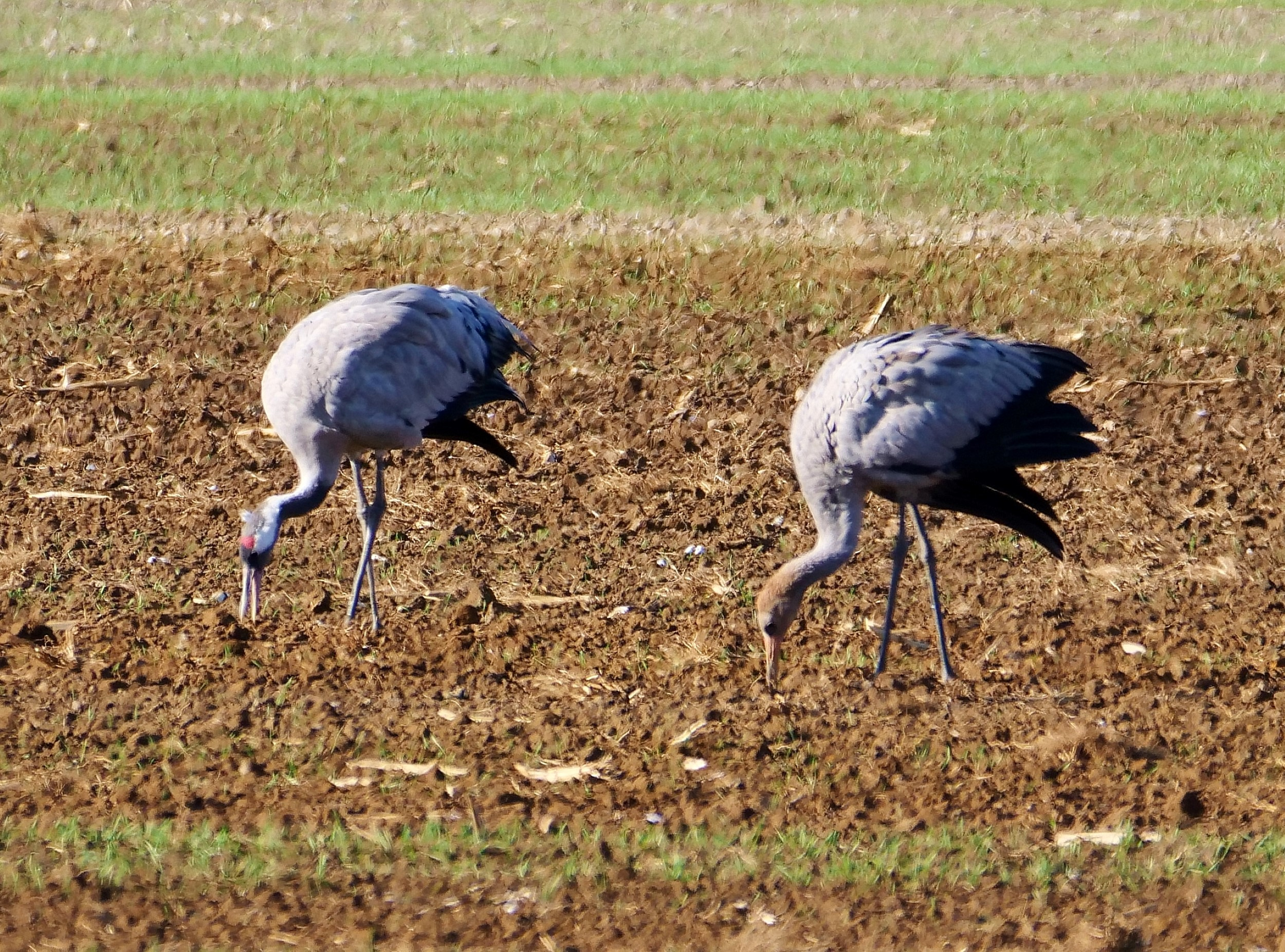
Alt- und Jungtier (vorne) bei der Futteraufnahme

Als Besonderheit in der Natur verteilen sich die Individuen beim Kranich ohne Zusammenhang mit anderen Merkmalen auf zwei verschiedene Augenfarben, Rot oder Gelb. Die Geschlechter sind äußerlich schwer zu unterscheiden. Männchen sind jedoch durchschnittlich etwas größer als Weibchen. Erstere wiegen fünf bis sieben Kilogramm, letztere fünf bis sechs. Der Kranich erreicht eine Höhe von 110 bis 130 cm. Die Flügelspannweite beträgt etwa 220 bis 245 cm.
Flügge Jungvögel zeigen eine gleichmäßige hellgrau-braune Färbung und haben noch keine Schleppe. Der Kopf ist einfarbig rötlich sandfarben ohne Schwarz-Weiß-Zeichnung, die Augen noch sehr dunkel. Bei einjährigen Jungvögeln bildet sich eine schwache Hell-Dunkel-Zeichnung an Kopf und Hals heraus. Sie haben noch ein geringeres Gewicht als Altvögel. Zweijährige Jungvögel ähneln, abgesehen von einer weniger ausgeprägten Schleppe, den Altvögeln.
Die Mauser des Kleingefieders findet jährlich vom Frühjahr bis in den Herbst statt. Altvögel mausern im Drei- bis Vierjahreszyklus.

### Flug

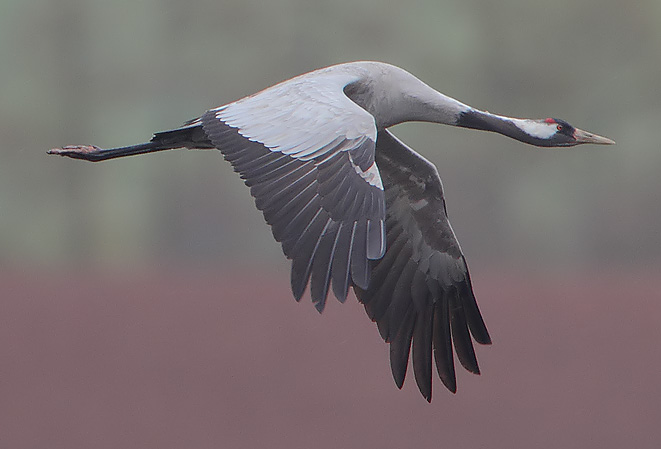
Im Flug

Vor dem Auffliegen werden normalerweise Kopf und Hals bogenförmig zehn bis zwanzig Sekunden in Flugrichtung gestreckt, um durch Stimmsignale untereinander den Abflug zu synchronisieren. Nach einigen schnellen Schritten stoßen sich die Kraniche vom Boden ab und fliegen mit ausgestrecktem Hals. Größere Entfernungen werden im Segelflug zurückgelegt, kurze Distanzen auch im Ruderflug. Kraniche sind ausdauernde Flieger und können bis zu 2000 Kilometer am Stück zurücklegen, wobei kürzere Tagesetappen von 10 bis 100 km eher die Regel sind. Im Flug erreichen sie eine Durchschnittsgeschwindigkeit von 45 bis 65 km/h.

## Stimme

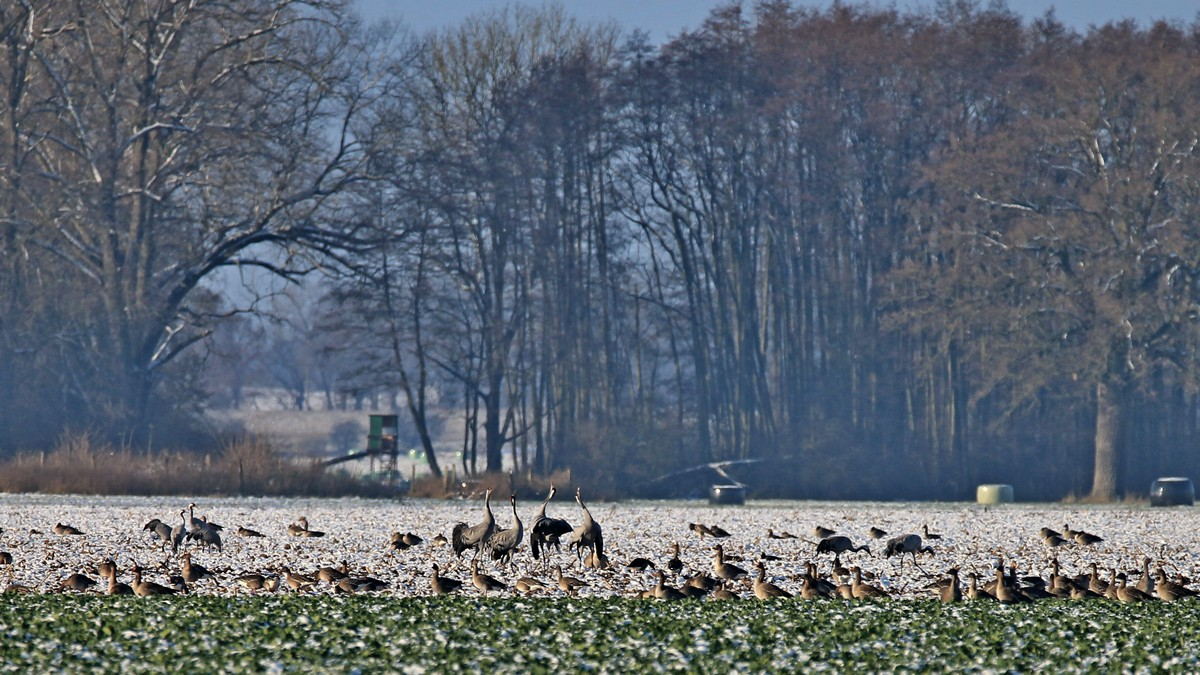
Rufende Kraniche in Mecklenburgrahmenlos|zentriertRuf eines Kranichpaares

Kraniche haben ein hochsensibles Gehör und verschiedene Rufe, die für das Sozialverhalten von Bedeutung sind. Der laute trompetenartige Ruf (hier Flug- und Warnrufe) wird durch den Resonanzraum der 100 bis 130 cm langen Luftröhre ermöglicht. Beim „Duettruf“ folgt einer Rufreihe eine darauf abgestimmte Tonfolge. Sowohl Männchen als auch Weibchen können durch ihn die Abfolge der Duette einleiten. Beide richten dabei Kopf und Schnabel aufwärts, neigen den Hals nach hinten und heben die Schwingen an. Sie stehen eng beisammen und bewegen sich während der Rufreihen gemächlich nebeneinander fort. Der Duettruf ertönt bei Erregung an Sammel- und Rastplätzen, am häufigsten zur Brutzeit. Er kann durch Frequenzanalyse (Sonagrafie) zur individuellen Charakterisierung und Wiedererkennung verwendet werden.
Ein anderer lauter Ruf ist der Warnruf, der bei Gefahr von einem Paar oder mehreren Vögeln ausgestoßen wird. Der Doppelruf wird durch das Rufen eines Partners mit vorgestrecktem Hals eingeleitet. Das Männchen folgt darauf mit einem tieferen Laut oder das Weibchen mit einem höheren Ton. Er ist häufig bei Störungen in Brutrevieren über weite Distanzen zu hören. Besonders bei eingeschränktem Sichtkontakt oder bei einer stärkeren Zugstimmung äußert ein suchendes Einzeltier oder die Gruppe den lauten Kontaktruf. Er kündigt auch den bevorstehenden Abzug an.
Der Kontaktruf der Küken äußert sich in einem sanft trillernden Ton. Bei Erregung geben sie ein lautes, pfeifendes Piepsen von sich. Der Bettelruf besteht aus einem klagenden Piepen. Die Familienmitglieder verständigen sich über trillernde Kontaktrufe. Um die Jungen zu warnen, werden sowohl am Boden als auch in der Luft Rufe ausgestoßen, die aus scharfen und vokallosen Tönen bestehen.

## Verbreitung und Lebensraum

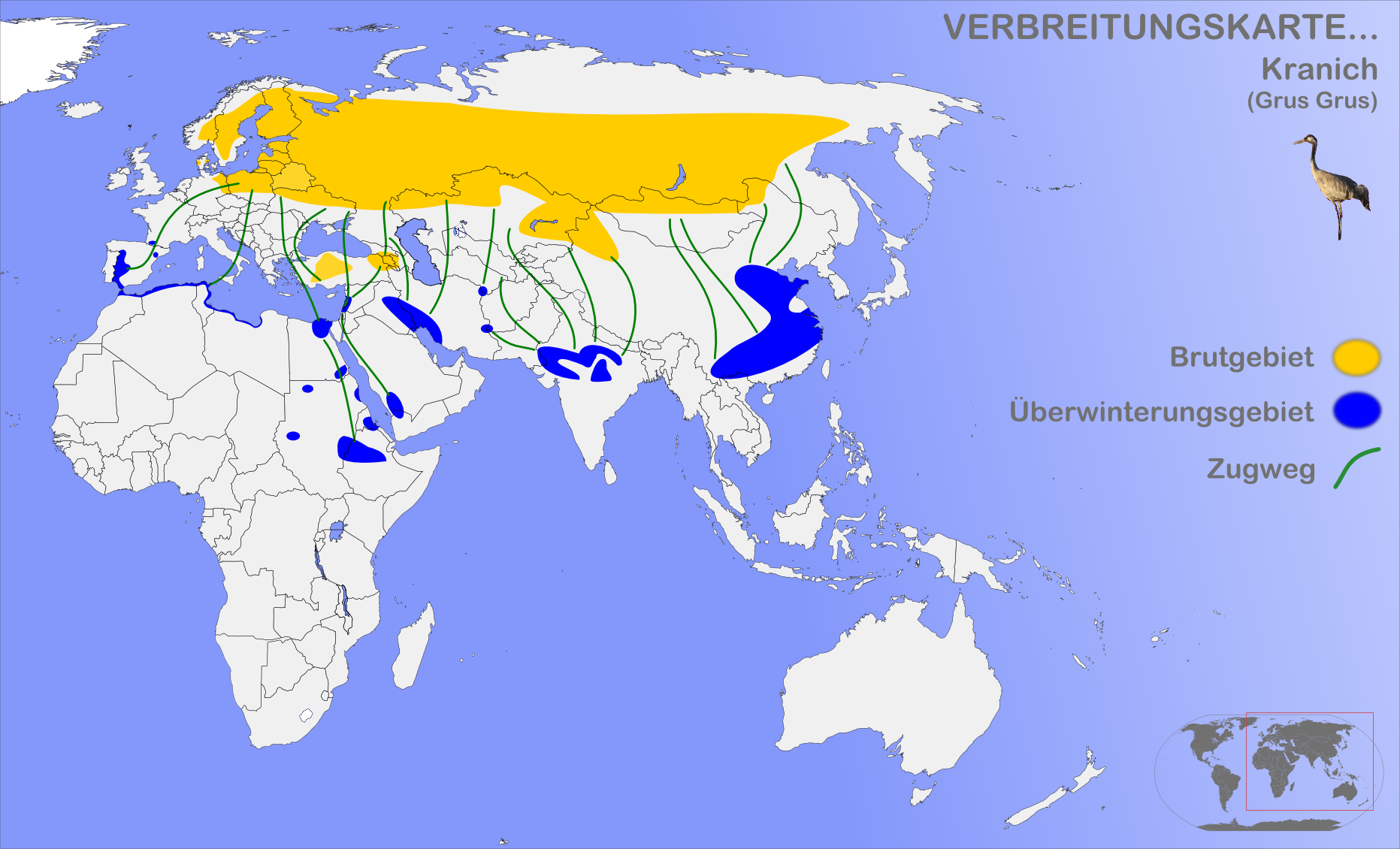
Verbreitungsgebiet des Kranichs in Russland, Mitteleuropa, Spanien, China, Indien und dem Nahen Osten

Die Brutgebiete des Kranichs liegen im Nordosten Europas und im Norden Asiens. Die Flüsse Weser und Aller markieren die westliche, der 51. Breitengrad die südliche Grenze des Verbreitungsgebietes. An den brandenburgischen Seen und der Mecklenburgischen Seenplatte sind Kraniche gut zu beobachten. Seit Beginn des 20. Jahrhunderts haben Biotopverluste bewirkt, dass sich die Südgrenze des europäischen und mittelasiatischen Areals um 300 bis 400 km nach Norden verschoben hat. Der Verlust isolierter Brutgebiete ist auf Trockenlegung und Kultivierung von Feuchtgebieten, Eiersammeln und Bejagung sowie auf ökologische Bedingungen (Wassermangel, Trockenheit) zurückzuführen. Eine Wiederbesiedlung ist jedoch unter den heutzutage verbesserten Schutzbedingungen möglich.
Der Kranich besiedelt ganz Skandinavien und Finnland. In Mitteleuropa ist er in Polen und Tschechien sowie im Norden und Osten Deutschlands zu finden. In Osteuropa ist der Kranich in den baltischen Staaten Litauen, Lettland und Estland, in Belarus und im Norden der Ukraine verbreitet. Vor Jahrzehnten stellten der Süden Georgiens, Armenien, die südliche Ukraine und das Nordostufer des Aralsees noch Brutgebiete dar. Sporadisch brütet der Kranich in England, Frankreich, Italien sowie in den Niederlanden. In Irland wurden im Jahr 2021 erstmals seit drei Jahrhunderten wieder brütende Kraniche beobachtet. Früher war er auch in Rumänien, Jugoslawien, Albanien, Bulgarien sowie in Griechenland verbreitet. Nach wie vor sind das östliche Sibirien und der Ferne Osten dünn besiedelt. In der Türkei und rund um den Himalaya in Bhutan und Tibet sind stabile, eigenständige Populationen zu finden. Die Verbreitung im Nordosten Chinas nimmt jedoch ab. Früher waren Kraniche auch noch im Kashmir und im hohen Norden Indiens verbreitet.
Seine bevorzugten Lebensräume sind Feuchtgebiete der Niederungen wie beispielsweise Nieder- und Hochmoore, Bruchwälder, Seeränder, Feuchtwiesen und Sumpfgebiete. Zur Nahrungssuche finden sich die Tiere auf extensiv bewirtschafteten landwirtschaftlichen Kulturen wie Wiesen und Feldern, Feldsäumen, Hecken und Seeufern ein. Für die Rast nutzen sie weite und offene Flächen wie Äcker mit Getreidestoppeln. Als Schlafplätze werden vor allem Gewässer mit niedrigem Wasserstand aufgesucht, die Schutz vor Feinden bieten.

## Wanderungen

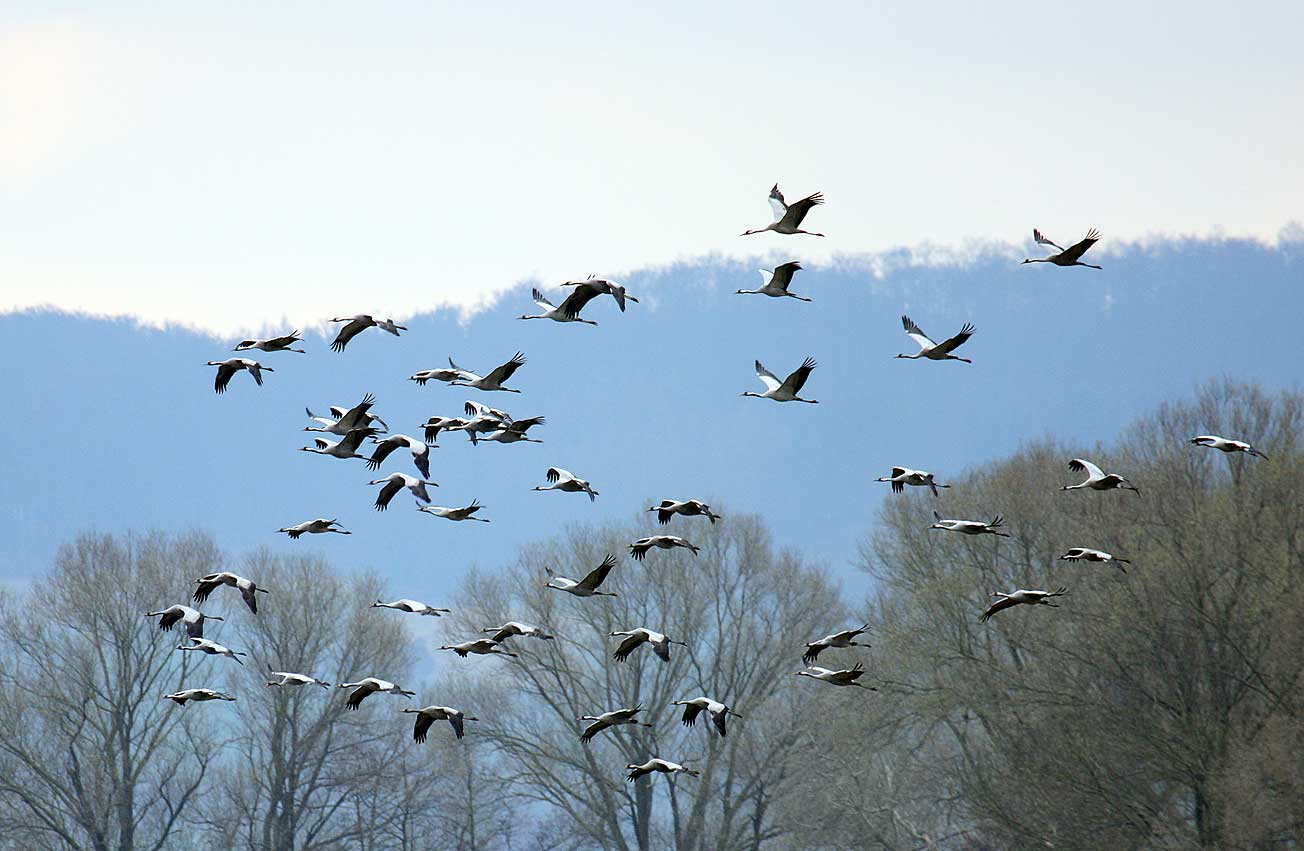
Auffliegende Kraniche

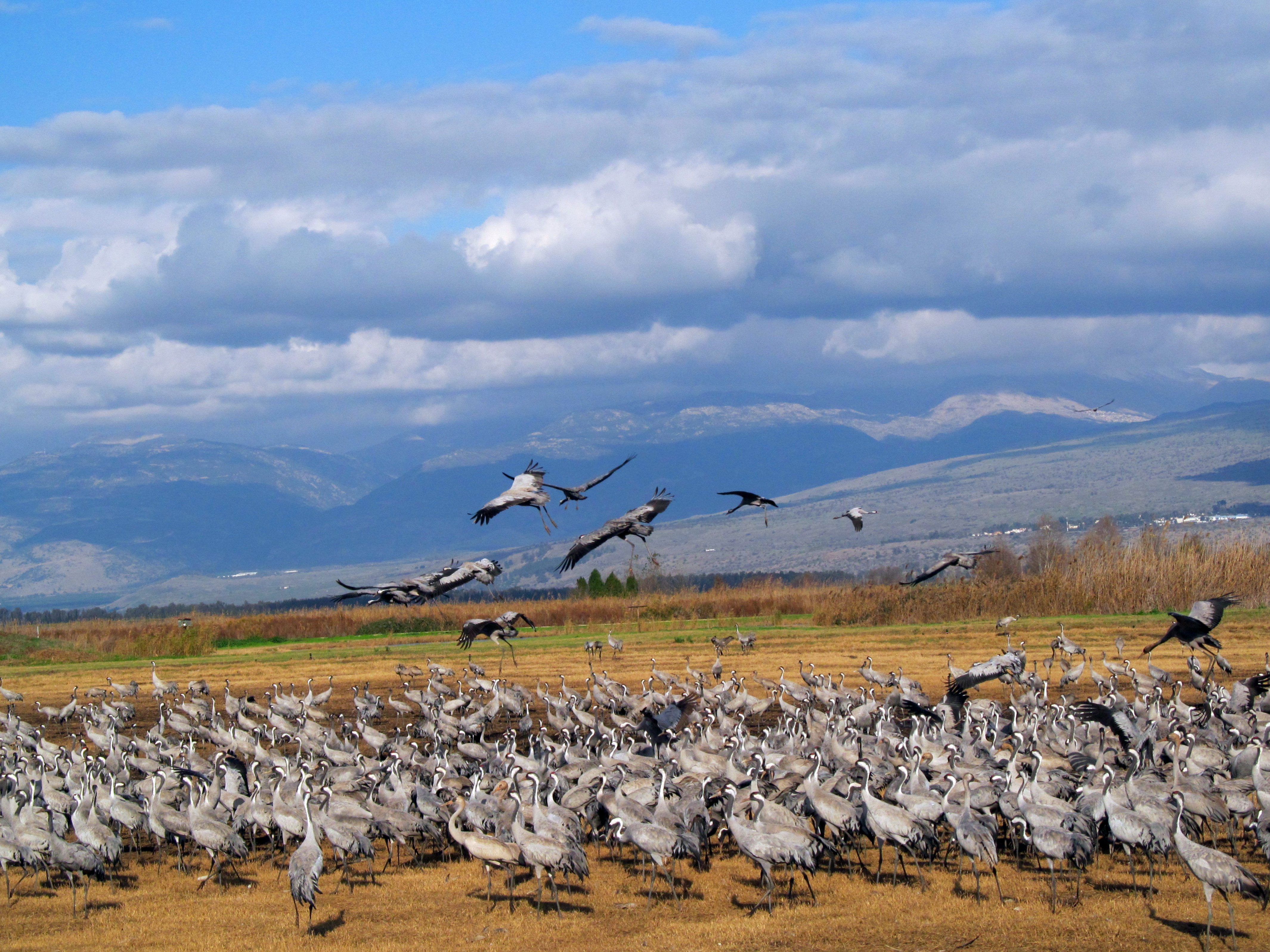
Kranichtrupp

In Europa gibt es mehrere Zugwege, die seit dem frühen 19. Jahrhundert erforscht werden. Genaue Erkenntnisse liegen dabei für die westeuropäische Zugroute und den nördlichen Teil der baltisch-ungarischen Strecke vor.

### Der westeuropäische Zugweg
Aus Schweden, Norwegen und vielleicht auch aus Nordfinnland stammende Kraniche ziehen in Nord-Süd-Richtung durch Schweden, wobei sich im westlichen und östlichen Teil des Landes stärkere Zugkonzentrationen herausgebildet haben. Ab Mitte August erreichen größere Rastgruppen der Westzieher das deutsche Festland zwischen der Odermündung und dem Darß. Die Zahl der bevorzugt auf der Insel Rügen und bei Groß Mohrdorf rastenden Vögel erreicht zwischen Mitte und Ende Oktober ihren Höhepunkt. Ostzieher rasten teilweise auf Öland, um dann die Ostsee in Richtung Rügen, Polen und Estland zu überqueren. Der Abzug skandinavischer Kraniche findet zwischen Mitte August und Mitte Oktober statt, gelegentlich auch noch im November.

Ab Mitte September wird Deutschland sowohl von Norden als auch aus östlicher Richtung mit Rast zwischen Ostseeküste und der Lausitz angeflogen. Seit Mitte der 1980er-Jahre wird eine große Zunahme des Ost-West-Durchzuges im Inland festgestellt, so dass die Höchstzahlen seit 1996 an den großen Rastplätzen in Schlesien, im Toruń-Eberswalder Urstromtal, in Linum nördlich Berlins, im Dahmeland und der Lausitz die der Küstenregionen übertreffen. Ein wichtiger Sammelpunkt ist die Talsperre Kelbra südlich des Harzes, wo im Herbst in der Regel mehr als 30.000 Kraniche rasten. Der Höhepunkt des Ost-West-Durchzugs liegt in der zweiten Oktober- und ersten Novemberhälfte, wobei größere Zuggruppen aus dem Osten noch bis Mitte Dezember und bei ungünstigen Wetterlagen sogar bis in den Januar hinein ziehen können. Der Zug wird in südwestliche Richtungen fortgesetzt, wobei sich die nördlichen und östlichen Zugkontingente sowie die Flüge der verschiedenen Rastplätze westlich des Rheins vereinigen.

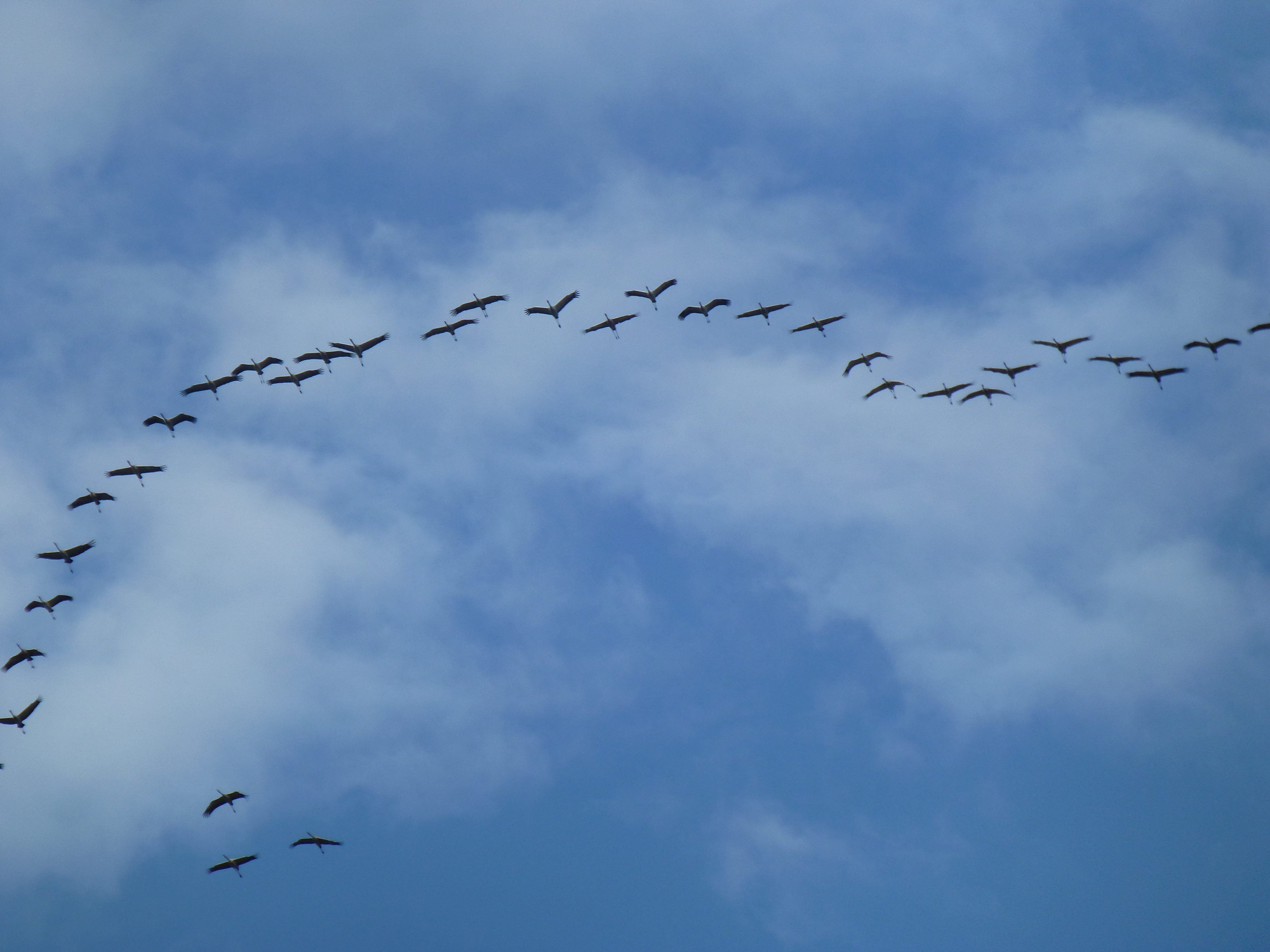
Kraniche über Westfalen auf dem Flug nach Südspanien oder Marokko (Flugrichtung Südwest, Herbst 2014)

Nach dem Abzug von den ostdeutschen Rastplätzen ziehen die Zuggruppen meistens westwärts über das Rhein-Main-Gebiet bis Frankreich. Dort verläuft die Zugroute diagonal durch das Land. Die großen Rastregionen liegen bei Orléans und der Champagne humide sowie in der Region Nouvelle-Aquitaine. Gewöhnlich werden die westlichen Pyrenäen in der Provinz Navarra und dem östlichen Baskenland überquert, bevor es zu dämmern beginnt. Seit mehr als einem Jahrzehnt wird Frankreich auch zur Überwinterung intensiv genutzt.
Im nördlichen Spanien wird nur an wenigen Plätzen gerastet. Zugkonzentrationen bilden sich an der Laguna de Gallocanta in den Provinzen Saragossa und Teruel. Die ersten Vögel erscheinen im Oktober, in dessen zweiter Hälfte stärkerer Zuzug stattfindet, der zwischen Ende November und Mitte Dezember seinen Höhepunkt erreicht. Die Überwinterungsgebiete stellen die Extremadura und Andalusien sowie etwa 58 weitere Plätze dar. Ein kleiner Teil der Population zieht noch weiter bis Nordafrika. Der Abzug beginnt ab Ende Januar und erreicht zwischen Ende Februar und Anfang März seinen Höhepunkt. Der Zug auf der westeuropäischen Route ist von maximal 40.000 Kranichen am Anfang der 1980er-Jahre über 60.000 Vögel um 1990 auf etwa 150.000 Kraniche im Jahr 2001 angestiegen.

### Der baltisch-ungarische Zugweg
Unter Mitnahme der Populationen aus dem Baltikum, Belarus sowie des polnischen Ostens und ukrainischen Westens setzt in Finnland und Nordwestrussland im Herbst der Zug ein, um dann südwärts zur Ungarischen Tiefebene mit ihren großen Rastplätzen zu führen. In Finnland sind die stärksten Zugkonzentrationen westlich und östlich von Helsinki zu finden.
Nach Vereinigung mit den großen nordwestrussischen Flügen dominieren über Lettland und Litauen südliche und südwestliche Zugrichtungen. Die Zuggröße steigt in den Rastregionen von Nordost nach Südwest kontinuierlich an. Diese Flüge rasten selten in Finnland, jedoch vor allem zwischen Anfang September und Mitte Oktober an mehr als 40 Schlafplätzen in Estland. Danach überqueren die südwärts ziehenden Vögel die Niederen Beskiden und gelangen durch die Wälder der Waldkarpaten in die Ostslowakei. Während diese Zuggruppen dort höhere Gebirgsketten nach Ostungarn überfliegen, schlagen kleinere Kontingente den Weg durch das östliche Rumänien ein. Besonders von Mitte Oktober bis Anfang November konzentrieren sich die großen Flüge auf den Rastplätzen, vor allem am Salzsee von Kardoskut und im Hortobágy-Nationalpark.
Südlich von Ungarn teilt sich die Zugroute in einen östlichen und einen westlichen Weg (Mittelmeer-Zugweg). Auf der letztgenannten Strecke wird zunächst der westliche Balkan durchquert, um von der albanischen Adriaküste über Sizilien und Kalabrien nach Tunesien zu gelangen. Dabei soll es gelegentlich Überwinterungen auf den Liparischen Inseln und Sardinien gegeben haben. Während aus Tunesien Überwinterungen von 20.000 Vögeln bekannt sind, ist die weitere Route der 50.000 Ostzieher weitgehend unbekannt. Man nimmt jedoch an, dass ein kleiner Teil in Israel überwintert und ein größerer Teil nach einer Rast auf Zypern im östlichen Afrika bleibt. Die Westzieher ziehen über Ägypten entlang des Nils weiter, um dort an Oasen zu rasten oder Richtung Rotes Meer und Israel weiterzuziehen, während die Ostzieher dieser Route und des russisch-pontischen Zugweges die Türkei überfliegen. Die Gesamtzahl der Vögel der baltisch-ungarischen Route wird gegenwärtig (1989) auf 80.000 bis 90.000 geschätzt.
In den letzten 20 Jahren (Stand 2023) hat sich eine neue Zugroute etabliert, bei der tausende Vögel aus Russland, Finnland und dem Baltikum im Seewinkel, östlich des Neusiedlersees, Burgenland rasten und südlich des Alpenhauptkamms weiter in die Camargue, Frankreich fliegen. Ein Weiterziehen nach Spanien wird für möglich gehalten.

### Weitere Zugwege
Große Zuggruppen ziehen aus den russischen, belarussischen, nordukrainischen sowie aus den sibirischen und kasachischen Brutgebieten auf mehreren Zugrouten in südliche, südwestliche und südöstliche Richtungen. In der osteuropäischen Region werden ein russisch-pontischer und ein Wolga-iranischer Zugweg unterschieden. Weiter ostwärts folgt eine westsibirisch-kasachisch-indische Route, die die Kraniche aus Westsibirien und Zentralkasachstan über Mittelasien unter Umgehung der großen Gebirge Zentralasiens nach Pakistan und Indien bringt. Außerdem gibt es einen ostsibirisch-chinesischen Zugweg von Zentralsibirien und dem Transbaikal über die Mongolei nach Zentral- und Südostchina. Schließlich verläuft ein fernöstlich-chinesischer Zugweg der fernöstlichen Populationen Russlands und Chinas über das Tiefland Nordostchinas zu den Überwinterungsgebieten in Südostchina. Kleine Gruppen überwintern aber auch in Korea und Vietnam.

## Nahrung und Nahrungserwerb

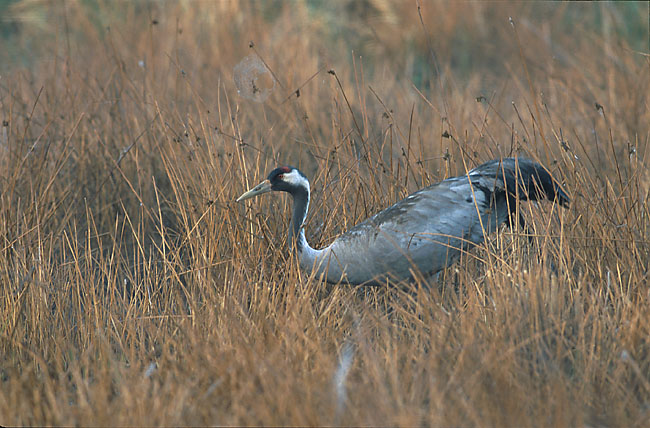
Schreitender Kranich auf Nahrungssuche

Kraniche nehmen das ganze Jahr über sowohl tierische als auch pflanzliche Nahrung auf. Die Nahrung besteht aus Kleinsäugern, Reptilien, kleinen Fischen, Fröschen, Schnecken, Würmern, Insekten und deren Larven. Sie beinhaltet auch Mais-, Gersten-, Weizen- und Haferkörner, Sonnenblumenkerne, Erbsen, Bohnen, Erdnüsse, Oliven, Beeren, Eicheln, Gemüse, Kartoffeln, Pflanzenwurzeln, -sprossen und Halme.
Während der Frühjahrsrast ernährt sich der Kranich überwiegend von Saaten. Um die Energiereserven wieder aufzufüllen, benötigt er für die Nahrungsaufnahme bis zu 300 Gramm täglich über 80 Prozent der Aktivitätsdauer. Im Frühsommer besteht die Nahrung auch aus Insekten und kleinen Wirbeltieren. Haben die Jungvögel das Alter von mehreren Wochen erreicht, bereichern auch größere Tiere wie Mäuse das Angebot. Im Spätsommer und im Herbst beansprucht die Nahrungssuche etwa 40 bis 60 Prozent der Aktivitätsdauer. Nun bilden Ernterückstände und Neusaaten sowie Insekten den Hauptbestandteil der Ernährung. Im Überwinterungsgebiet ernähren sich Kraniche von den Früchten der Stein- und Korkeiche sowie von Sonnenblumenkernen.
Auf Wiesen und Weiden konzentriert sich die Nahrungssuche auf Insekten, Würmer und Nagetiere. Hier laufen Kraniche mit weitgreifenden Schritten große Bereiche ab. Sie lesen auf Gräsern und Kräutern sitzende Insekten gezielt und ruckartig mit dem Schnabel ab und legen Würmer und Larven durch Wühlbewegungen frei. Dazu stechen sie mit fast geschlossenem Schnabel in pflanzenfreie Stellen des Erdreichs. Im Boden öffnen sie den Schnabel leicht und bewegen ihn seitlich. Ist das Erdreich dichter, lockern sie es zuvor durch wiederholtes Einstechen. Auf Saatflächen lesen Kraniche zuerst an der Oberfläche liegende Getreidekörner ab. Durch Wühlen wird zusätzlich weiteres Saatgut freigelegt. Maiskörner werden auch vom Kolben gefressen. Durch das Hochziehen des Kopfes können die Körner hinuntergeschluckt werden. Wirbeltiere werden mit dem Schnabel erdolcht.

## Fortpflanzung
Der Kranich lebt normalerweise lebenslang monogam, jedoch zeigten Untersuchungen, dass ein Partnerwechsel möglich ist und sogar häufiger vorkommt, als dies davor bekannt war. Der Kranich pflanzt sich das erste Mal im Alter von drei bis fünf Jahren fort, kann sich jedoch schon im Alter von zwei Jahren auf der Frühjahrsrast an einen Partner binden. Es ist jedoch noch nicht geklärt, ob diese Paare später zusammen Brutreviere besetzen. (In einem einzigen Fall bisher, dem des Paares #6 im Naturschutzgebiet Duvenstedter Brook, Hamburg, konnte gezeigt werden, dass ein jugendliches Paar später ein Revier besetzte.)

### Brutreviere und Brutplätze
Angestammte Brutpaare nehmen regional etwa zur gleichen Zeit Reviere in Besitz. Das Revier muss eine ausreichende Versorgung mit Nahrung sowie Ruhe und Sicherheit bieten. So nutzen in Deutschland 60 bis 70 Prozent der Vögel bevorzugt Wälder beziehungsweise Waldränder. Stark zunehmend wird die offene Feldflur zur Brut genutzt (20 bis 30 Prozent), außerdem spielen auch noch Seeufer eine Rolle (10 bis 20 Prozent). Bei einem geringeren Nahrungsangebot sind die Reviere größer. Durch Untersuchungen an mit Sendern versehenen Jungvögeln wurde festgestellt, dass Kraniche bis zum Flüggewerden der Jungen ein Revier von teilweise über 135 Hektar nutzen.
Kraniche sind Bodenbrüter. Der Brutplatz bildet das Zentrum des Reviers und befindet sich am Boden in feuchtem, oft sumpfigem Gelände. Bei recht kleinen Brutplätzen ist es den Vögeln meistens nicht möglich, die Nester hinter einer Deckung anzulegen. Das genutzte Gewässer kann kleiner als ein Hektar bis größer als zehn Hektar sein, entscheidend ist jedoch eine Wassertiefe von 30 bis 60 cm Tiefe. Sollte das Waten zum Nest nicht möglich sein, sind Kraniche bereit, ausnahmsweise zu schwimmen oder zu fliegen. Dem brütenden Vogel ist grundsätzlich eine gute Sicht auf die Umgebung wichtig. Bei zu niedrigem Wasserstand oder Trockenheit werden keine Nester gebaut, aber dennoch die Reviere besetzt.
Zum Nestbau werden Schilf, Röhricht, Binsen, Riedgräser und andere Pflanzen im Umkreis von zehn Metern mit dem Schnabel abgerissen. Beide Partner werfen die Nistmaterialien seitwärts oder über den Rücken in Richtung Nest, um sie dann schrittweise an das Nest zu bringen. Das Nest kann einen Durchmesser von über einem Meter haben, die Plattform liegt meist 10 bis 20 cm über der Wasseroberfläche. Da das Nest während der Brutzeit zusammenfällt, wird während des Brütens ständig weitergebaut.

### Balz und Paarung

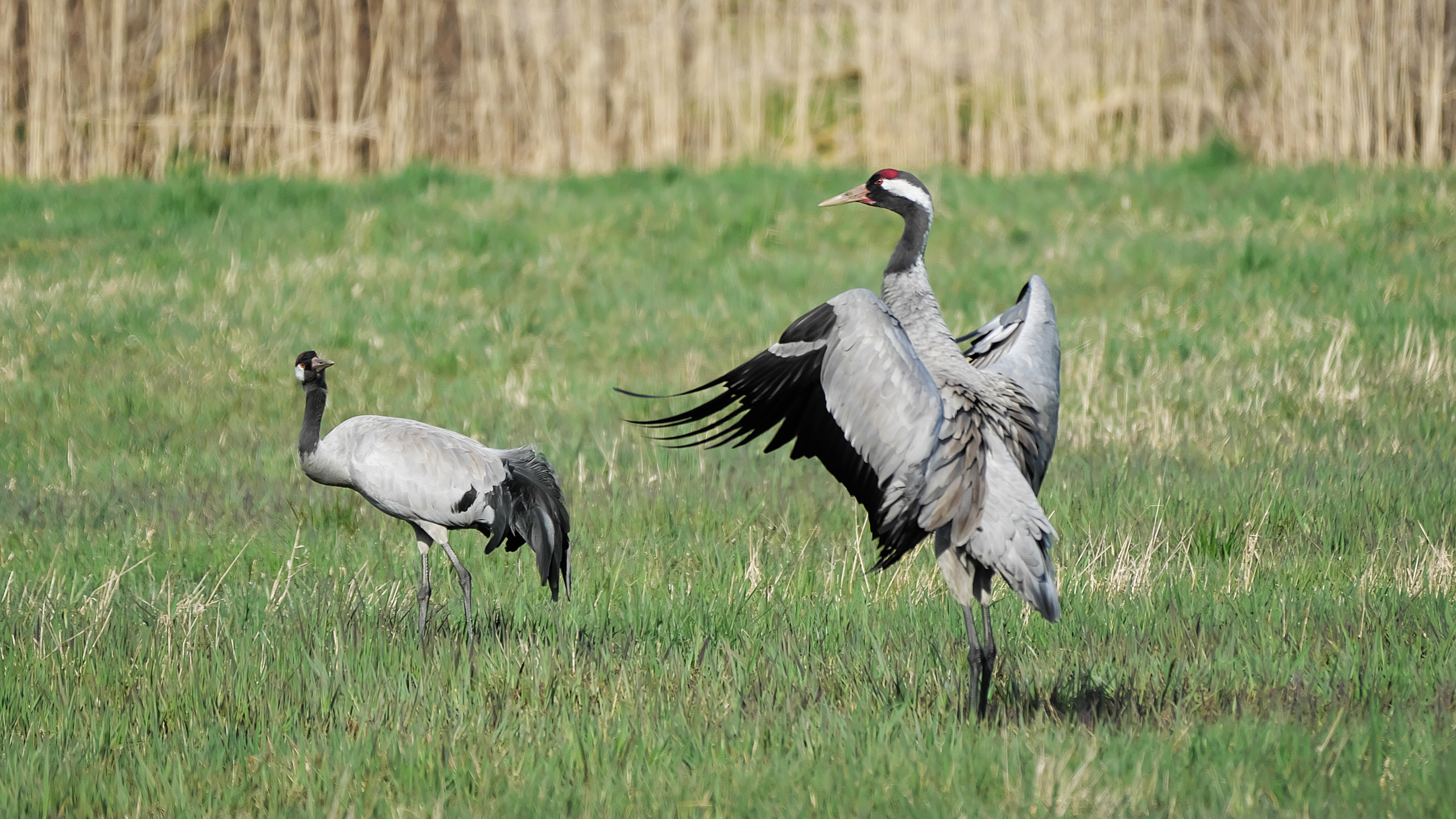
Kranichpärchen beim Kranichtanz in Großziethen bei Berlin, Deutschland

Der „Kranichtanz“ findet das ganze Jahr über statt, ist jedoch als Balzritual im Frühling am intensivsten. Er findet in der frühen Morgendämmerung auf nahe gelegenen, freien Flächen statt. Im Laufe des März nimmt die Häufigkeit und Heftigkeit dieses Verhaltens zu, das dann in der Paarung seinen Höhepunkt findet. Es endet in der Regel mit dem Nestbau und der Eiablage.
Beim Tanzen springen Männchen und Weibchen mit ausgebreiteten Flügeln laufend umher und lassen ihr lautes Trompeten hören. Aber auch Prahlhandlungen, Laufen in Geraden und Kurven, Einknicken der Beine, Springen und das Hochschleudern von Pflanzenteilen sind Bestandteile des Rituals. Durch Aufrichten des Oberkörpers, Abwinkeln der Flügel und gurrende Laute fordert das Weibchen das Männchen schließlich zum Aufspringen und damit zur Paarung auf. Ist der Tretakt vollzogen, springt das Männchen meist über den Kopf des Weibchens vorwärts ab. Nun folgen Duettrufe der Partner und danach normalerweise eine Putzphase. Das Duett ist die ganze Brutzeit und auch später als Zeichen des Zusammenhalts zu hören.

### Eiablage und Brut

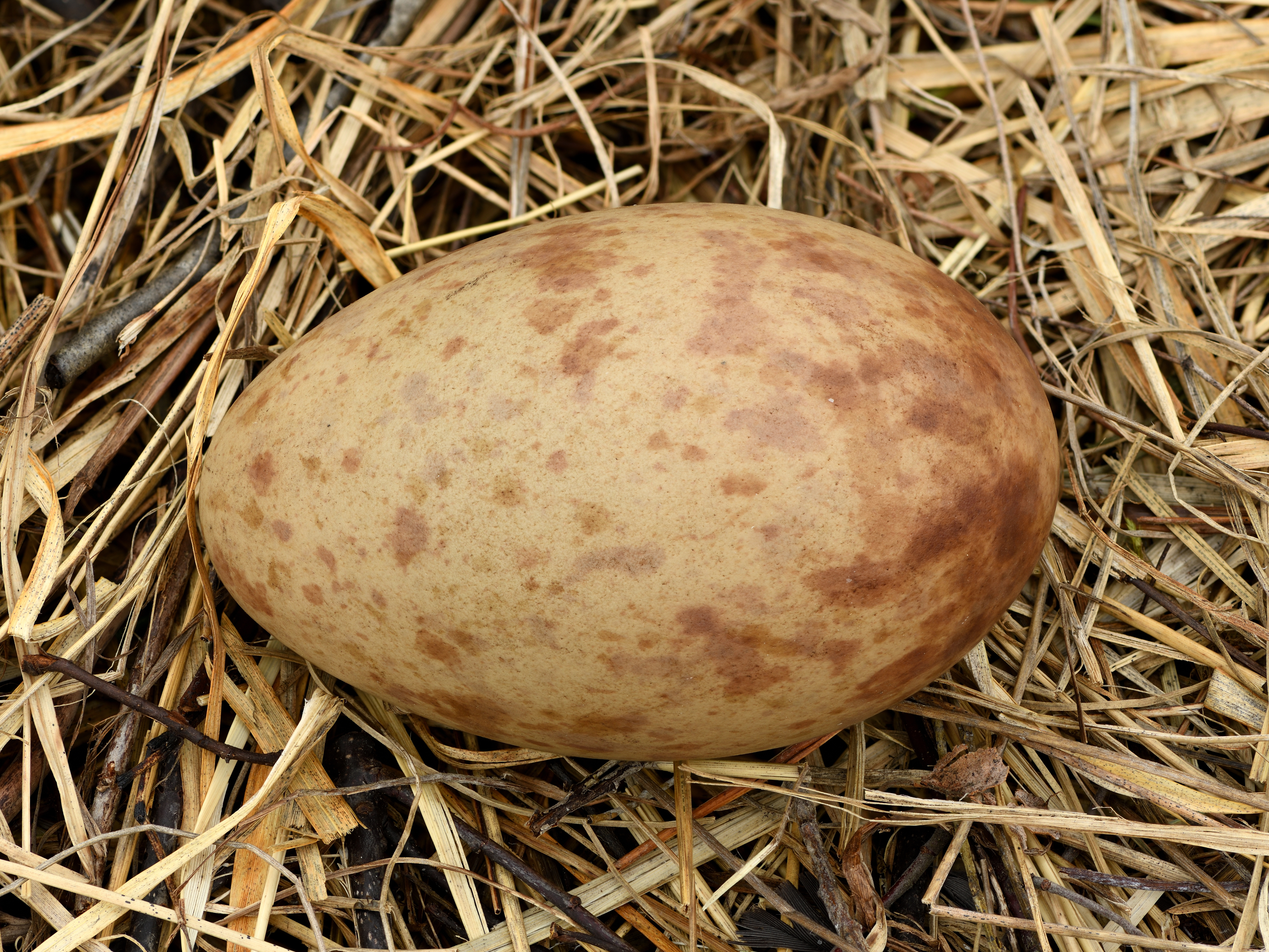
Ei

In Mitteleuropa beginnen die Weibchen drei bis sechs Wochen nach ihrer Ankunft mit der Brut. In der Regel legen sie von März bis Mitte April meist zwei Eier im Abstand von zwei bis drei Tagen. Diese haben eine längsovale Form mit einem runden und einem spitzovalen Pol. In Gestalt, Größe und Färbung variieren sie beträchtlich. Die Grundfarbe ist Hellbraun mit einem Hang zum Grünlichen, Rötlichen und Rötlichbraunen. Grobe braune Flecken sind meist unregelmäßig verteilt und häufig am stumpfen Pol verdichtet. Die Größe schwankt zwischen 57 und 66 mm in der Breite und zwischen 88 mm und 110 mm in der Länge. Das Gewicht liegt im Durchschnitt bei 185 g. Das Gelege wird über 29 bis 31 Tage abwechselnd von beiden Partnern bebrütet, so dass je einer auf Nahrungssuche gehen kann. Die Brut wird mit dem ersten Ei begonnen, so dass die Jungen im Abstand von ein bis zwei Tagen schlüpfen.
Im Mittel wird zwischen 1,6 Stunden und 4,5 Stunden gebrütet, so dass unter Einbeziehung der Nacht die jeweilige Brutdauer insgesamt über zwölf Stunden oder mehr beträgt. Die Brutablösungen finden in unregelmäßigen Abständen statt, erhöhen sich jedoch vom Schlupfbeginn bis zum Wegführen der Jungen. In der Zeit des Schlüpfens bringt der Ablösende oft Pflanzenmaterial ans Nest. In regelmäßigen Abständen wird durch Aufstehen oder gelegentlich auch Verlassen des Nestes eine Brutpause eingeleitet, deren Häufigkeit von Faktoren wie Bebrütungsstand, Außentemperaturen, Niederschlägen und Tageszeit abhängt. Bevor sich der Kranich zum Brüten erneut in das Gelege setzt, wendet er die Eier mit dem Schnabel.
Die Brut dauert durchschnittlich 30 bis 31 Tage. Kraniche sind Bodenbrüter. Sie bauen die Nester gerne aus Pflanzenmaterial im flachen Wasser wie kleine Inseln, damit diese von Räubern nicht so leicht erreicht werden können.
Dennoch gibt es beim Kranich Gelegeverluste von 20 bis 30 Prozent. Besonders hoch fallen diese aus, wenn der Nistplatz während der Brutphase oder nach dem Schlupf trockenfällt, da das Gelege so leicht von Raubtieren erreicht werden kann. Neben dem Wasserstand sind besonders kalte Witterung, Störungen, mangelnde Nahrung und Räuber für Verluste verantwortlich.

### Hilfe beim Schlüpfen
Eine bei Kranichen vorkommende Besonderheit ist die Geburtshilfe bei den eigenen Küken. Sobald die Jungvögel versuchen, das Ei zu durchbrechen, treten die Elternvögel mit ihren Krallen nach dem betroffenen Ei, um dem Küken so den Weg nach draußen zu erleichtern. Der Tritt der adulten Vögel ist allerdings nur so stark, dass er die Schale des Geleges beschädigt und der Nachwuchs dadurch nicht verletzt wird. Dieses Verhalten wurde zwar mehrmals dokumentiert und beobachtet, allerdings ist es bis heute nicht einwandfrei erforscht, wodurch nur wenige Filmaufnahmen existieren.

### Entwicklung der Jungen
Die ersten Laute der Küken vor dem Schlüpfen, spätestens aber die Öffnung des Eies verändern das Verhalten der Altvögel. Diese sind nun nervöser und halten sich häufiger in der Nähe des Nestes auf.
Ungefähr 24 Stunden nach dem Schlüpfen können die Jungen sicher stehen und gehen. Die Nestflüchter werden nach spätestens 30 Stunden vom Nest weggeführt. Beide Altvögel kümmern sich gleichermaßen um das Füttern und Führen der Jungen. Diese tragen anfangs ein zimtbraunes Daunengefieder. Ihr Schlupfgewicht liegt bei 120 g bis 150 g. Die Altvögel reichen den Küken in den ersten Lebenswochen Insekten, Larven, Würmer und Schnecken mit dem Schnabel, bis diese selbständig nach Futter suchen können.
Der Dottervorrat der geschlüpften Jungvögel reicht für zwei Tage. Dennoch nehmen sie trotz der Zufütterung von kleiner Nahrung und Eischalenresten zunächst ab. Die Jungen werden in den ersten Tagen auf kleine Strecken in der näheren Umgebung geführt. In den ersten zwei Wochen greifen sich im Nest allein gelassene Jungvögel häufig mit Schnabelhieben an, wobei das ältere Küken gelegentlich versucht, das jüngere aus dem Nest zu drängen. Nachdem sich die Aggressionen gelegt haben, hält sich die Familie im Wald oder auf Feldern und Wiesen auf, auch wenn weiterhin im beziehungsweise am Nest übernachtet wird. Sollte der Wasserstand zu stark gesunken sein, wird an einem geeigneten Ort ein Schlafnest errichtet.

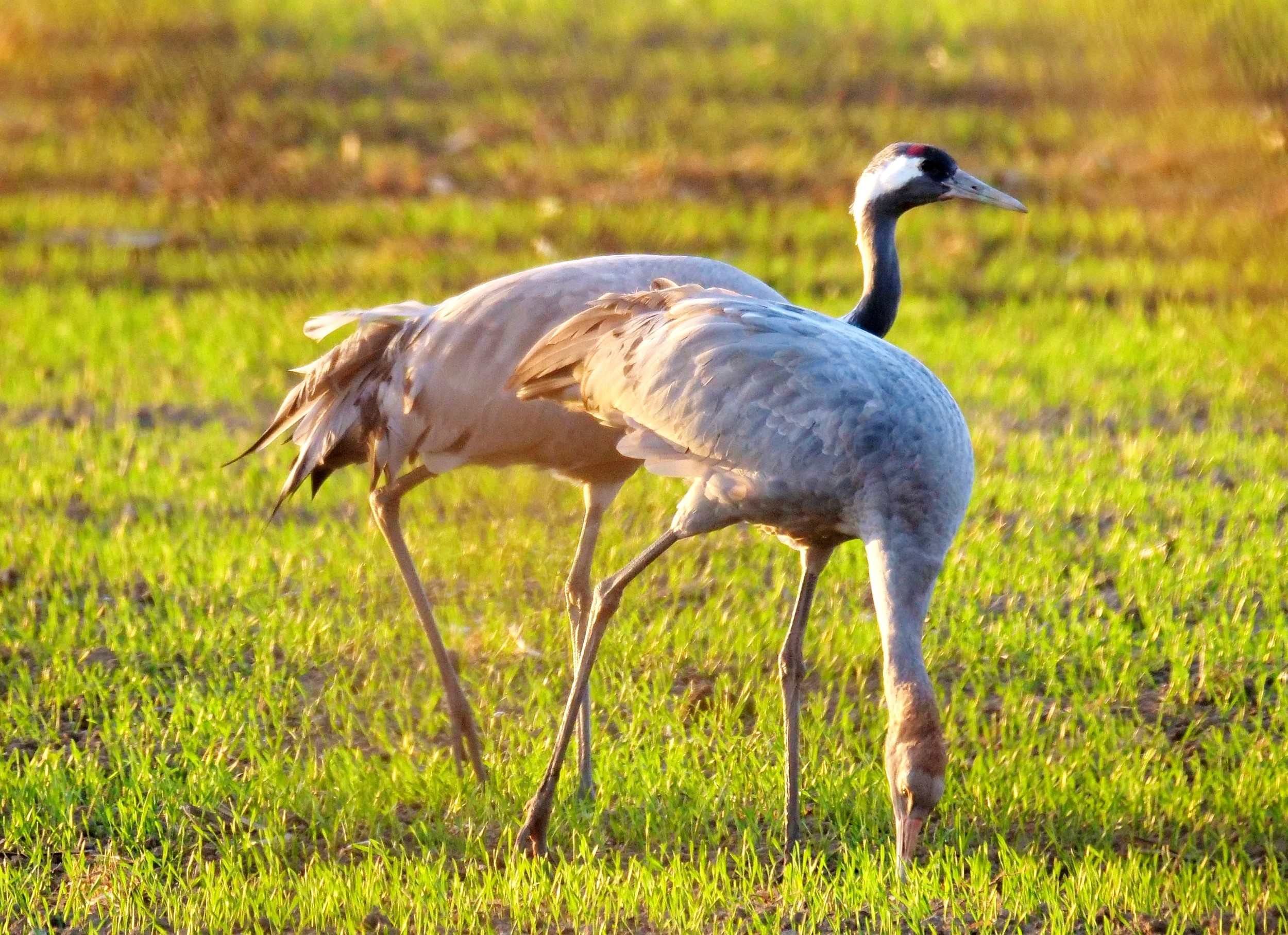
Juveniler (vorne) und adulter Kranich bei einer Futterrast auf dem Herbstzug

In den meisten Fällen findet die Verständigung über ein leises Kontaktgurren statt. Nur bei starken Störungen werden in der Nähe des Nestes laute Rufe verwendet, um die Jungen auch über größere Entfernungen zu warnen. Bei Gefahr werden unterlegene Angreifer mit Schnabelhieben und Flügelschlägen angegriffen und vertrieben. Überlegene Gegner wie Menschen werden durch „Verleiten“ abgelenkt. Dabei stellt sich ein Altvogel krank, indem er sich mit vorgestrecktem Hals und hängenden, abgespreizten Flügeln oft hinkend von der Familie fortbewegt, während der andere die Jungen wegführt und durch einen Warnruf zum Ducken bewegt.
Vor allem im September, aber auch ab Anfang August oder Anfang Oktober, schließen sich die Familien den Nichtbrütern an den Sammelplätzen an. Nur wenige Brutpaare, die meist an den dünn besiedelten Randgebieten leben, bleiben bis zum Wegzug in ihren Brutrevieren.
Nach etwa zehn Wochen sind die Jungen flugfähig und fast so groß wie die Altvögel. Beim Herbstzug in das Winterquartier haben die Jungvögel also etwa die Größe der adulten Vögel, sind aber am sandbraunen Kopf und den fehlenden Schmuckfedern, der sogenannten Schleppe, gut zu erkennen. Auch im Flug unterscheiden sich Jung und Alt deutlich. Die ein oder zwei Jungvögel fliegen oft zwischen den Eltern und ihre Rufe sind höher in der Frequenz.
Die Lebenserwartung beträgt in Gefangenschaft bis zu 40 Jahre, sie ist bei wildlebenden Tieren weitaus geringer.

## Verhalten
Der Aktivitätsbeginn der Art liegt in der Regel in der ersten Dämmerung. Viele Stunden am Tag dienen der Nahrungssuche, wobei die Aktivitätsmaxima am späten Vormittag und frühen Nachmittag liegen. Zwischendurch gibt es Ruhephasen.
Der Kranich lebt in drei verschiedenen Sozialformen. In der Sommerzeit leben Brutpaare allein in ihren Revieren, während sich Nichtbrüter zu Gruppen zusammenschließen. Den überwiegenden Teil des Jahres verbringen Kraniche in einer Gemeinschaft von Artgenossen unterschiedlichen Alters an Sammel- und Rastplätzen. Im Frühling und Herbst bilden sie Zugschwärme bis zu einigen Tausend Vögeln.
Das innerartliche Verhalten regelt die komplexen Beziehungen zwischen den Individuen. Eine besondere Bedeutung kommt dabei der roten, federlosen Platte am Oberkopf zu, die bei unterschiedlichster Erregung anschwillt. Auch der Tanz außerhalb der Brutperiode hat in bestimmten Situationen diese Funktion. Im Herbst und besonders im Frühjahr kommt es während des Sammelns und Rastens auch zum Tanzen einzelner Vögel oder größerer Gruppen.

### Territorialverhalten
Um ihr Revier gegen Eindringlinge zu verteidigen, droht der Kranich dem Gegner zunächst und attackiert ihn dann, falls er sich nicht einschüchtern lässt. Dies ist meist zunächst Aufgabe des Männchens, kann aber auch durch die ganze Familie geschehen.
Gleichrangige Vögel drohen sich, indem sie sich mit angelegtem Gefieder und ausgestreckten Hälsen so gegenüberstehen, dass sich die Schnäbel fast berühren. Nach kurzem Verharren hacken sie vor- oder aufwärts, bis der Unterlegene zurückweicht. Dieser wird laufend und fliegend verfolgt, bis er die Reviergrenze überschritten hat. Bei härteren Konflikten können die Vögel hochspringen und die Beine nach vorne werfen, um den Gegner zu treten. Durch die Ritualisierung weiterer einschüchternder Verhaltensweisen wird die Verletzungsgefahr herabgesetzt und Energie gespart. Steht ein Kranich in einem inneren Konflikt zwischen Angriff und Rückzug, kann es zu Übersprunghandlungen wie dem scheinbaren Putzen oder Picken kommen. In seltenen Fällen knickt einer der Rivalen in den Intertarsalgelenken ein, wobei er sich mit ausgestrecktem Hals auf die Erde legt und die Flügel ausbreitet. Diese Verhaltensweise tritt auch bei brütenden Vögeln im Konflikt zwischen Brutpflege und Fluchtreflex auf.

### Nichtbrütergruppen
Ein- bis vierjährige Nichtbrüter kehren in der Regel mindestens im ersten Jahr in ihre Brutheimat zurück. Sie treffen in zwei- bis vierwöchigem Abstand nach den Brutpaaren ein. Dort halten sie sich in kleinen und großen Gruppen auf, die oft gemeinsam mit Durchzüglern auf dem Weg nach Norden und Osten sind. Nachdem diese weitergezogen sind, befinden sich junge und ältere nicht brütende Kraniche meist im näheren und weiteren Umfeld ihrer Brutheimat. Teilweise bleiben sie bis zum Sammeln im Herbst auf den Rastregionen des Zugweges, so dass sie über das gesamte Verbreitungsgebiet verteilt sind.
Nichtbrüter leben in variablen gemeinschaftlichen Gruppen ohne Hierarchie. Sie sind wenig ruffreudig und verhalten sich gewöhnlich unauffällig, teilweise heimlich. Dies äußert sich im häufigen Wechsel der Tageseinstände und Schlafplätze. Untersuchungen zeigen, dass bei einzelnen Individuen keine Gebundenheit an einen Ort festzustellen ist. Zum Mausern ziehen sich Übersommerer in Kleingruppen zurück.
Kleine Gruppen von Nichtbrütern erkunden bisher unbesetzte Gebiete und können die erste Vorhut für Neuansiedlungen sein. Daher tragen sowohl Brutorttreue als auch die Besiedlung neuer Gebiete zur Stabilisierung und Ausbreitung der Population sowie zur genetischen Vermischung bei.
Nachdem sie von April bis Juli auf Wiesen und Weiden nach Nahrung gesucht haben, treffen sie von Ende Juli bis Anfang August an Sammelplätzen – noch vor der Ankunft erfolgloser Brutpaare – ein.

### Sammel- und Rastplätze

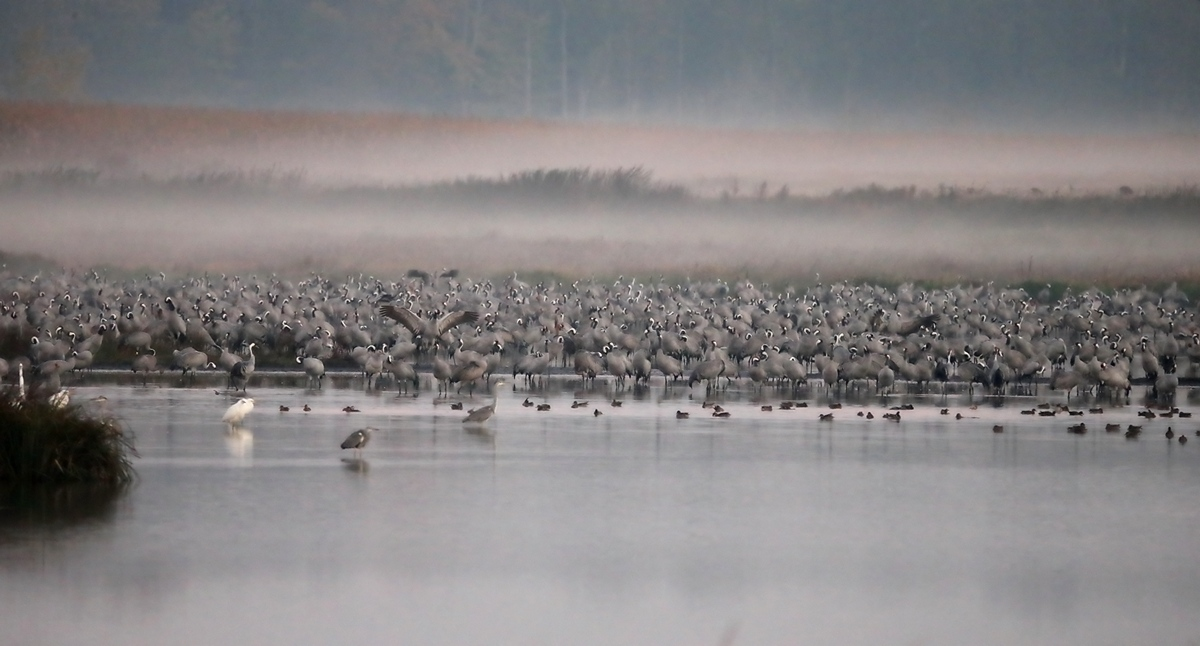
Schlafplatz

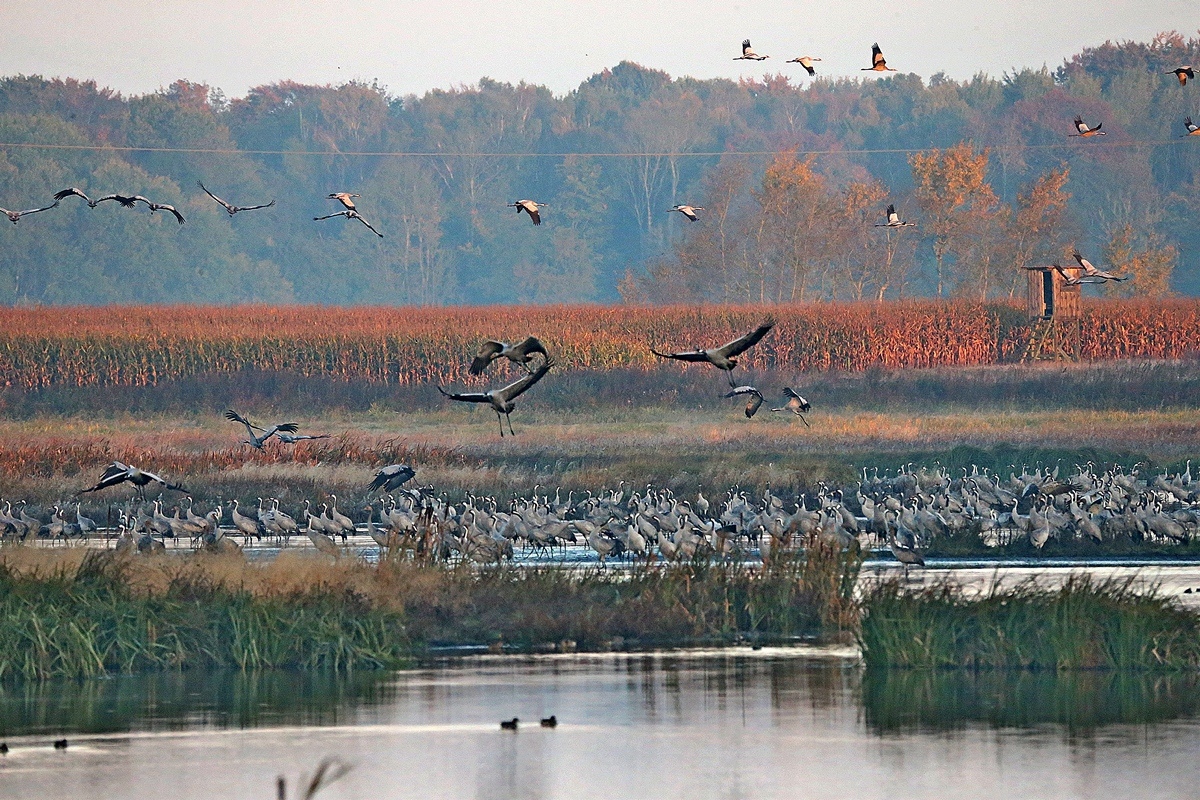
Morgendlicher Aufbruch

Eine lokale Kranichpopulation sammelt sich wahrscheinlich jedes Jahr an denselben Sammelplätzen, welche sich in allen Brutgebieten mit hoher Siedlungsdichte befinden. Die Rastplätze bestehen aus den Schlafstellen und dem bis zu 20 km langen Einzugsgebiet mit den Nahrungsflächen. Die Schlafstellen bilden die Grundlage des Sammelplatzes. Zwei Drittel aller Rastplätze weisen daher zwei bis vier Schlafstellen auf, welche teilweise gleichzeitig, häufig aber auch nacheinander angeflogen werden.
An Sammel- und Rastplätzen herrscht ein fester Tagesrhythmus. Nachdem die Kraniche nachts im flachen Wasser geschlafen haben, suchen sie mit der ersten Dämmerung rufend Kontakt und schütteln das Gefieder frei. Etwa bei Sonnenaufgang fliegen sie ab oder ernten in Rastperioden Äsungsflächen wie Stoppelfelder ab. Die Dauer des Abflugs ist normalerweise kürzer als die des abendlichen Einflugs. Neblige Tage oder Gefahren verzögern den Aufbruch. Die Zählungen an Kranichrastplätzen bilden die Basis des Monitorings der Bestandsgröße. Aus den lokalen Zählungen ergeben sich zudem die Verbreitungs- und Zugkarten.
Zwischen dem späten Nachmittag und der einsetzenden Dunkelheit treffen sie an Vorsammel- oder Zwischenlandeplätzen ein, die sich auf Acker- und kurzgrasigen Grünlandflächen im näheren Umkreis der Schlafstellen befinden und einen Teil des Schlafplatzes ausmachen. Die Zahl der Vögel nimmt im Laufe des Nachmittags zu und kann Größen von 100 bis 40.000 Kranichen erreichen. Unter lautem Rufen fliegen oder schreiten diese nach und nach meist erst mit der Dämmerung grüppchenweise zum Schlafplatz.
Das Zusammensein in Gruppen minimiert den für das Sichern nötigen Aufwand und erlaubt weniger erfahrenen Jungvögeln die optimale Ausnutzung der für die Nahrungsaufnahme verfügbaren Zeit.

### Überwinterungsgruppen
In den Überwinterungsgebieten sondert sich ein Teil der Familien ab und zeigt eine deutliche Bindung an ein bestimmtes Territorium, das jedes Jahr aufgesucht und gegenüber Artgenossen verteidigt wird. Der Tagesrhythmus entspricht dem der Sammel- und Rastplätze. Im Januar und Dezember werden die Tage zur Gänze genutzt, so dass die letzten Flüge erst bei Vollmond mit klarem Himmel stattfinden können. Im Februar ist der Einflug normalerweise mit der Abenddämmerung beendet. Der Aufbruch findet noch nach Sonnenaufgang statt.

### Zugverhalten

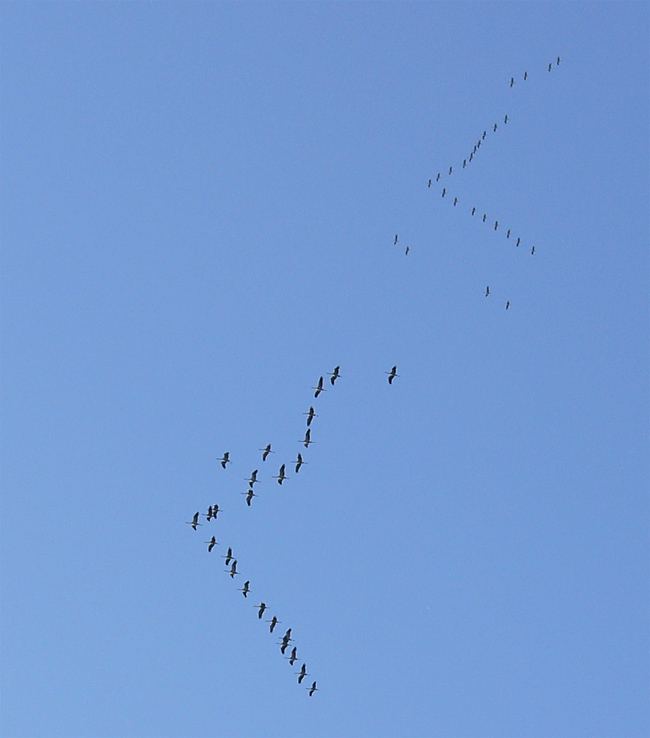
Zugformation

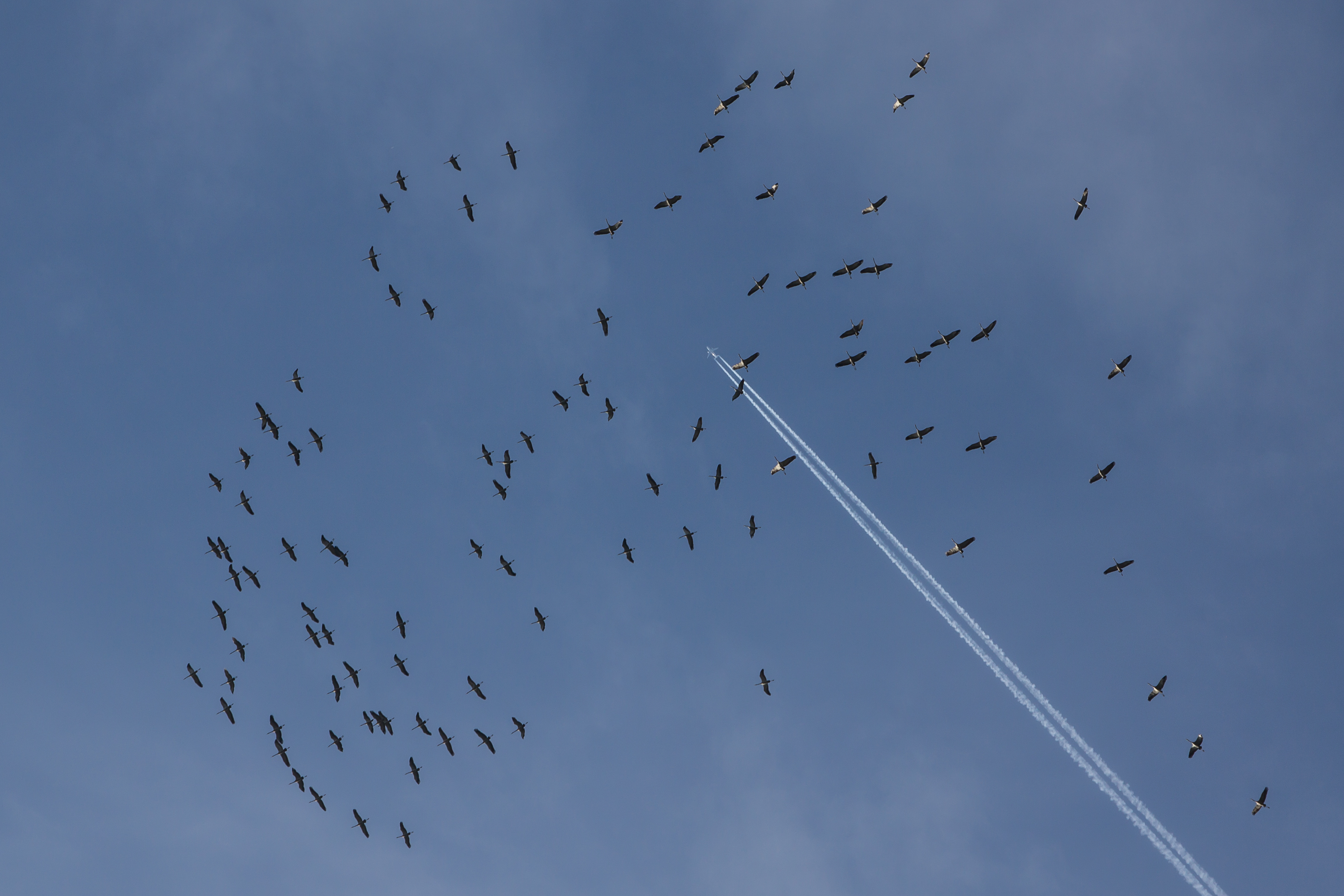
Über einer Thermik kreisen die Tiere, um Höhe zu gewinnen

Ein bis zwei Tage vor dem Beginn des Massenabzugs oder eines Weiterzugs zeigen die Vögel ein unruhiges Verhalten. Sie rufen und tanzen sehr viel, haben einen gestörten Rhythmus beim abendlichen Überflug an den Schlafplätzen und sind nachts in Aufregung. Voraussetzungen für den Zugbeginn stellen Rücken- und Seitenwinde, Nahrungssituation und Temperaturänderungen dar.
Der Kranichzug setzt sich aus Gruppen von Paaren oder kleinen Familien zusammen, die sich an bekannten Überwinterungs- und Rastplätzen zu Tausenden sammeln. Kraniche fliegen in Keilen, ungleichschenkligen Winkeln oder schrägen Reihen, so dass der Luftwiderstand reduziert und der Kontakt innerhalb der Gruppe gesichert wird. Während des Ziehens verständigen sie sich durch Laute, die nachts oder bei ungünstigen Sichtverhältnissen besonders häufig werden. In der Regel wird der Zug in Etappen absolviert, da sich die Vögel den Witterungsbedingungen anpassen und unterwegs unterschiedlich lange Zwischenaufenthalte einlegen.
Während vor wenigen Jahrzehnten die Kraniche erst im März in den Brutgebieten Mitteleuropas eintrafen, kehren sie heutzutage schon im Februar zurück. Seitdem werden auch sowohl ein später Abzug im Herbst als auch echte Überwinterungen sowie Überwinterungsversuche festgestellt. Durch dieses veränderte Zugverhalten können verlorene Gelege eher durch Nachgelege ersetzt werden.

### Verhalten gegenüber anderen Tieren
Das Verhalten gegenüber artfremden Tieren ist äußerst variantenreich. Rehe und Rotwild beunruhigen die Vögel in der Regel nicht. Die Fluchtdistanz bei Störungen beträgt 250 m bis 300 m und ist grundsätzlich in unbekannter Umgebung größer.
Während Fressfeinde im Brutrevier eine größere Gefahr darstellen, werden sie meist in der Gruppe wenig beachtet. Manchmal schließt sich eine kleine Gruppe zu einem Scheinangriff oder Tanz gegenüber Säugetieren zusammen. Als besondere Gefahr werden Greifvögel grundsätzlich genauer beobachtet und möglichst verjagt. Brutpaare greifen Füchse und Wildschweine grundsätzlich an und schlagen sie häufig in die Flucht. Gleiches gilt für Nesträuber wie den Kolkraben und andere Rabenvögel, die dennoch Eier rauben, wenn Kraniche auf Grund von Störungen das Nest verlassen.

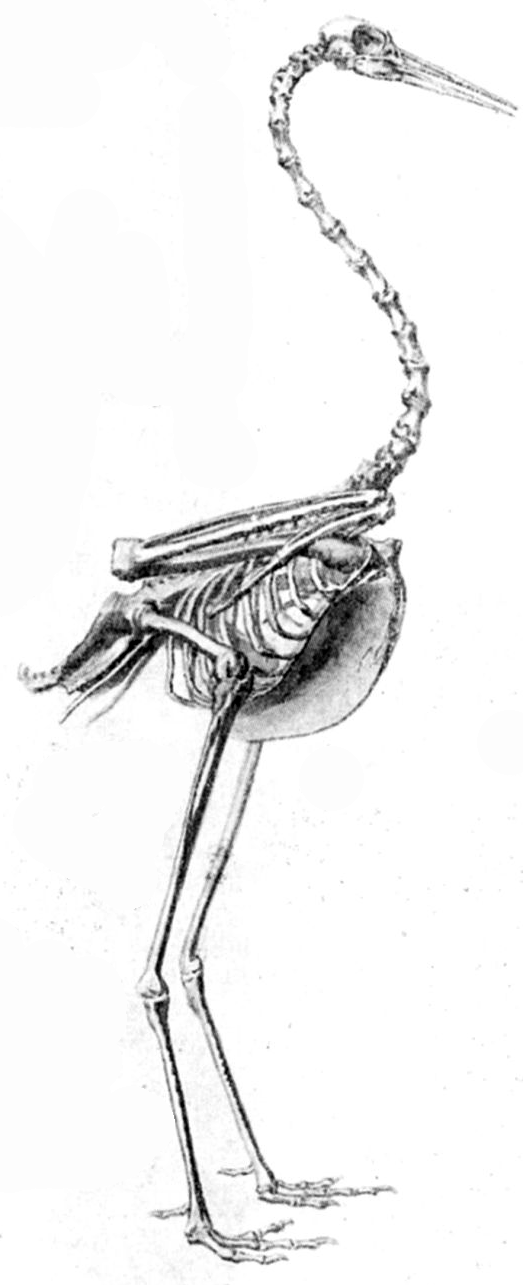
Skelett des Kranichs

Bei einem Angriff eines Seeadlers am Schlafplatz oder auf Äsungsflächen fliegt die Gruppe auf oder rückt rasch zu einer burgähnlichen Formation zusammen und gibt gleichzeitig Warnrufe ab. Stößt der Adler hinab, richten die Kraniche ihm die Schnäbel wie Speerspitzen entgegen, häufig werfen sich angegriffene Vögel in der Luft auf den Rücken und schlagen mit den Füßen nach dem Angreifer. Während Seeadler meist nur kranke und schwache Tiere erbeuten, sind Steinadler auch bei gesunden Kranichen sehr erfolgreich.

## Systematik
DNA-Untersuchungen zufolge ist der Eurasische Kranich Grus grus am nächsten mit dem Schreikranich (Grus americana) verwandt. Weiterhin stehen ihm der Mönchskranich (Grus monachus) und der Schwarzhalskranich (Grus nigricollis) sowie der Mandschurenkranich (Grus japonensis) nahe.
In der Vergangenheit wurde der Kranich Grus grus in zwei Unterarten eingeteilt, den Grus g. grus („Westlicher Kranich“) und Grus g. lilfordi („Lilfordkranich“). Letzterer galt als kleinere, hellere Variante, deren Verbreitungsgebiet östlich des Urals, begrenzt durch die Mongolei und das Kolymagebirge angenommen wurde. Diese Klassifikation wird nicht länger benutzt, da sich keine eindeutigen Unterscheidungsmerkmale festlegen lassen. Die Variationen beruhen lediglich auf Unterschieden im Verhalten des Federfärbens mit einem Substrat.

## Bestand und Gefährdung

### Bestandsentwicklung
Beim Kranich wird zwischen sieben Hauptpopulationen unterschieden:
| Population            | Bestand         | Trend                                     | Schutzstatus der IUCN          |
| Westeuropa            | 60.–70.000      | Stark zunehmend                           | Ungefährdet (LC)               |
| Osteuropa             | 60.000          | Stabil bis zunehmend                      | Ungefährdet (LC)               |
| Europäisches Russland | ungefähr 35.000 | Abnehmend                                 | Gefährdet (Vulnerable) A1a,c,d |
| Türkei                | 200–500         | Abnehmend                                 | Datendefizit                   |
| Westsibirien          | ungefähr 55.000 | Abnehmend                                 | Vorwarnliste (NT)              |
| Ostsibirien/Nordchina | 5.000           | Abnehmend                                 | Gefährdet (Vulnerable) A1 C1   |
| Tibetisches Plateau   | 1.000?          | Wahrscheinlich stabil                     | Datendefizit                   |
| Gesamt                | 220–250.000     | Insgesamt zunehmend, aber lokal abnehmend | Ungefährdet (LC), Anhang II    |

Die Bestandszahlen der Tabelle sollten als versuchsweise Schätzung aus dem Jahr 1995 angesehen werden. Nur in Europa und dem Zentrum des europäischen Russlands werden die Daten regulär verlässlich ermittelt und aufgezeichnet. Die Trends sind nur bedingt nachvollziehbar. Die Gesamtpopulation nimmt trotz lokaler Abnahmen wahrscheinlich zu. Dies betrifft vor allem das zentrale und östliche Verbreitungsgebiet. Die Art ist auch in Anhang I der EG Vogelschutz-Richtlinie 79/409/EWG, in Anhang II der Bonner Konvention und in Anhang II der Berner Konvention aufgeführt.
Die Populationen West- und Osteuropas machen zusammen mehr als 50 Prozent des weltweiten Bestandes aus. Nach Angaben der IUCN sind diese mit mehr als 110.000 Paaren relativ klein und nahmen zwischen 1970 und 1990 deutlich ab. Obwohl die Art grundsätzlich weitgehend zwischen 1990 und 2000 zugenommen hat und in den meisten Verbreitungsgebieten Europas steigende oder stabile Trends aufzeigt, gilt die Population noch nicht als erholt, da sie die Stufe vor dem Schwinden noch nicht erreicht hat. Konsequenterweise wird sie in Europa vorläufig als dezimiert (Depleted) geführt.
Das weltweite Verbreitungsgebiet umfasst nach Angaben der IUCN ungefähr 15.400.000 km². Der Bestand wird im Gegensatz zu obiger Tabelle im Jahr 2009 auf etwa 360.000 bis 370.000 Individuen geschätzt. Daher wird die Art als nicht gefährdet (LC) eingestuft.

### Gefährdung und Schutz
Die Hauptbedrohung für die Kranichpopulationen geht von der Zerstörung und Beschneidung der Lebensräume aus. Der Verlust von Feuchtgebieten geht mit Entwässerungen, Dammbauten, Intensivierung der Landwirtschaft und Verstädterung sowie Flächenbränden und Überschwemmungen einher. Aber auch Störungen in den Brutgebieten und eine direkte Verfolgung sowie elektrische Freileitungen stellen Gefahren dar.
Die International Crane Foundation (ICF) arbeitet in der Kranichforschung, am Schutz von Feuchtgebieten, an der Erkundung der Vorkommen und dem Schutz, der Vermehrung und der Wiedereinbürgerung aller bedrohten Kranicharten. Die drei Hauptzentren Fortbildung, Fortpflanzung und Management geben vierteljährlich die Informationsbroschüre ICF-Bugle für Mitglieder heraus. Weiterhin veranstaltet die ICF Symposien und Tagungen. Die European Crane Working Group koordiniert den Schutz des Kranichs in Europa, insbesondere in einigen Nationen Arbeitsgruppen. Sie wird durch die Lufthansa, einige Ministerien, NABU und WWF unterstützt. Auf der Tagung European Crane Workshop werden Informationen und Erfahrungen ausgetauscht sowie die Schutzstrategien der Länder angenähert.
Im Rahmen eines internationalen Projekts werden gefangene Jungvögel einem Landescode entsprechend beringt und ergänzend teilweise mit kleinen Funksendern ausgestattet. Damit Kraniche nicht durch Hunde, Schreckschusspistolen, Feuerwerkskörper, Fahrzeuge oder andere Mittel von Landwirten vertrieben werden, finden vorbeugende Ablenkfütterungen verschiedener Varianten statt. Insbesondere das Anbieten von gehäckselten Mais aus laufender Produktion ist erfolgreich.
Der Kranich ist gemäß § 7 Abs. 2 Nr. 14 lit. a) BNatSchG eine streng geschützte Art und in Anhang I der Vogelschutzrichtlinie gelistet. Er war Vogel des Jahres 1978. In Deutschland wird er seit 1998 als nicht gefährdet eingestuft. Zum Schutz des Kranichs ist nach dem Bundesnaturschutzgesetz sowohl das Betreten der Brutgebiete als auch das Aufsuchen der Nahrungs- und Sammelplätze verboten. Ausnahmegenehmigungen für Naturschutzzwecke können von den zuständigen Behörden erteilt werden.
Der Kranich ist in ganz Europa, in den Nachfolgestaaten der ehemaligen Sowjetunion, in China, Indien und dem Iran geschützt. In den Ländern entlang der osteuropäischen und asiatischen Zugwege sind im Umfeld der Habitate des Kranichs allerdings forst- und landwirtschaftliche sowie jagdliche Aktivitäten gestattet. In den Ländern des westeuropäischen Zugwegs gibt es hingegen eindeutige gesetzliche Bestimmungen und unter Schutz gestellte Habitate.

## Kranich und Mensch

### Kraniche in der Kultur
Die Schönheit der Kraniche und ihre spektakulären Balztänze haben schon in früher Zeit die Menschen fasziniert. Das Naturschauspiel des Kranichzuges erzeugt dabei ein teilweise hohes öffentliches Interesse.

#### Mythologie und Kult
In der ägyptischen Mythologie galt der Kranich als „Sonnenvogel“. Er wurde sowohl als Opfergabe für die Götter als auch als Speisevogel genutzt. In den Hieroglyphen steht seine Figur für den Buchstaben „B“.
In der griechischen Mythologie war der Kranich sowohl Apollon, dem Gott der Sonne, und Demeter, der Erd- und Fruchtbarkeitsgöttin, als auch Hermes als Bote des Frühlings und des Lichts zugeordnet. So lasen die Auguren (Priester) in Griechenland aus den Flugformationen der Kraniche. Außerdem galten Kraniche als Symbol der Wachsamkeit und Klugheit.
Laut Homers Ilias soll ein Heer von menschenfressenden Kranichen nach Süden gezogen sein, um in den Nilsümpfen das kleine Volk der Pygmäen zu jagen. Zudem wird bei Homer der „Reigen der Ariadne“, der sich nach Pausanias in Knossos auf Kreta fand, erwähnt. Der Grieche Theseus soll einen Geranos genannten Reigen auf der Insel Delos eingeführt haben. Diesen den Gängen des Irrgartens auf Kreta nachempfundenen Tanz hatte er von seiner Geliebten, der kretischen Königstochter Ariadne, die ihn ihrerseits vom berühmten Handwerker und Erfinder Daidalos erlernt hatte. Aristoteles bezeichnet ihn als den Vogel, der äußerst wachsam sei und „aus den skythischen Ebenen in die oberhalb Ägyptens liegenden Sümpfe“ ziehe.
Der keltische Gott Ogma soll die Oghamschrift erfunden haben, nachdem er den Flug der Kraniche beobachtet hatte, welche als Hüter des Geheimnisses dieser Schrift galten. In Irland erbaten Bauern von dem Gott Manannan, der einen Beutel aus Kranichhaut mit den Schätzen des Meeres trug, gute Saat und die Seefahrer eine gute Reise. Das in der Sage von Herzog Ernst erwähnte Volk der Agrippiner bestand aus Mischwesen aus Mensch und Kranich. Diese bedrängten ein Zwergenvolk, bis Ernst es von ihnen befreien konnte. Die Bezeichnung „Vogel des Glücks“ leitet sich in Schweden von der Ankunft des Kranichs als Vorzeichen für den Frühling her, der Wärme, Licht und Nahrungsfülle einleitet.

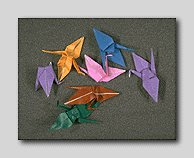
Origami-Kraniche – Symbol für ein langes Leben

Im alten Kaiserreich China war der Kranich (chinesisch 鶴 / 鹤, Pinyin hè) Symbol für ein langes Leben, Weisheit, das Alter sowie die Beziehung zwischen Vater und Sohn. Zudem galt er in der chinesischen Mythologie als „Himmelskranich“ oder „Seligenkranich“, da angenommen wurde, dass sich taoistische Priester nach ihrem Tod in einen gefiederten Kranich verwandelten oder dass die Seelen der Verstorbenen auf dem Rücken von Kranichen zum Himmel getragen würden. In der Qing-Dynastie war der Kranich Abzeichen der Zivilbeamten des ersten Rangs.
In Japan ist der Kranich ein Symbol des Glücks der Langlebigkeit. Nach japanischem Volksglauben bekommt derjenige, der 1000 Origami-Kraniche (千羽鶴, senbazuru) faltet, von den Göttern einen Wunsch erfüllt. Die älteste erhaltene Publikation zu diesem Motiv und zu Origami allgemein ist das Senbazuru Orikata (千羽鶴折形) von 1797. Noch heute wird zu besonderen Anlässen, wie Hochzeiten oder Geburtstagen, ein gefalteter Papierkranich überreicht. Seit dem Tode des Atombombenopfers Sadako Sasaki, die mit dem Falten von Origami-Kranichen gegen ihre durch die Strahlung verursachte Leukämie-Erkrankung ankämpfte, sind Origami-Kraniche auch Symbol der Friedensbewegung und des Widerstandes gegen Atomwaffen.
Auf Hokkaido führen die Frauen der Ainu ebenso einen Kranichtanz auf, wie in Korea im Hof des Tongdosa-Tempels seit der Silla-Dynastie ein Kranichtanz aufgeführt wird. Die zentralafrikanische Königin der Pygmäen, Gerana, soll nach antiken Erzählungen in einen Kranich verwandelt worden sein, weil sie sich für verehrungswürdiger als die Göttinnen gehalten hatte. Die Azteken stammten der Legende nach aus der Region Aztlán, was „nahe den Kranichen“ bedeutete. Im Aberglauben heißt es, im Schwarm um das Haus kreisende Kraniche kündigten baldigen Nachwuchs an.

#### Heraldik

Wappen von Kransberg

Wappen der Schweizer Gemeinde Greyerz und der Grafschaft Greyerz

Der Kranich ist in der Heraldik das Symbol der Vorsicht und der schlaflosen Wachsamkeit. In der Griechischen Mythologie trägt der fliegende Kranich Steinchen im Schnabel, um sich über dem Taurusgebirge nicht durch eigene Rufe zu verraten und in die Fänge der Adler zu geraten. Im römischen Kulturkreis hat der Kranich weitere Bedeutungen hinzugewonnen. So galt er als Symbol der „Prudentia“, des vernünftigen und klugen Handelns, der „Perseverantia“, der Beharrlichkeit, und der „Custodia“, der Sorgfalt des Handelns. Aus der „Vigilantia“, der sittlichen und militärischen Wachsamkeit, entstand der „Grus vigilans“. Dieser hält einen Stein mit der Klaue hoch, damit er im Falle des Einschlafens sogleich vom Geräusch des Fallens geweckt würde. Man findet dieses Motiv auf vielen Emblemen, Wappen und Insignien, aber auch an Häusern und Burgen. So heißt es im Giebellied des Kranichhauses in Otterndorf:
Der Kranich hält den Stein,

des Schlafs sich zu erwehren.

Wer sich dem Schlaf ergibt,

kommt nie zu Gut und Ehren.
Kirchenvater Ambrosius verwendet dieses Bild als ein Gleichnis für die Furcht vor Gott zum Schutz gegen die Sünde und das Teufelswerk. Weiterhin vergleicht er das Fallen des Steins mit dem Ruf der Kirche (Glockengeläut). Zudem sollen es seinen Ansichten zufolge die Menschen den Kranichen nachmachen, indem die Starken die Schwachen stützen.

#### Märchen, Fabeln und Literatur

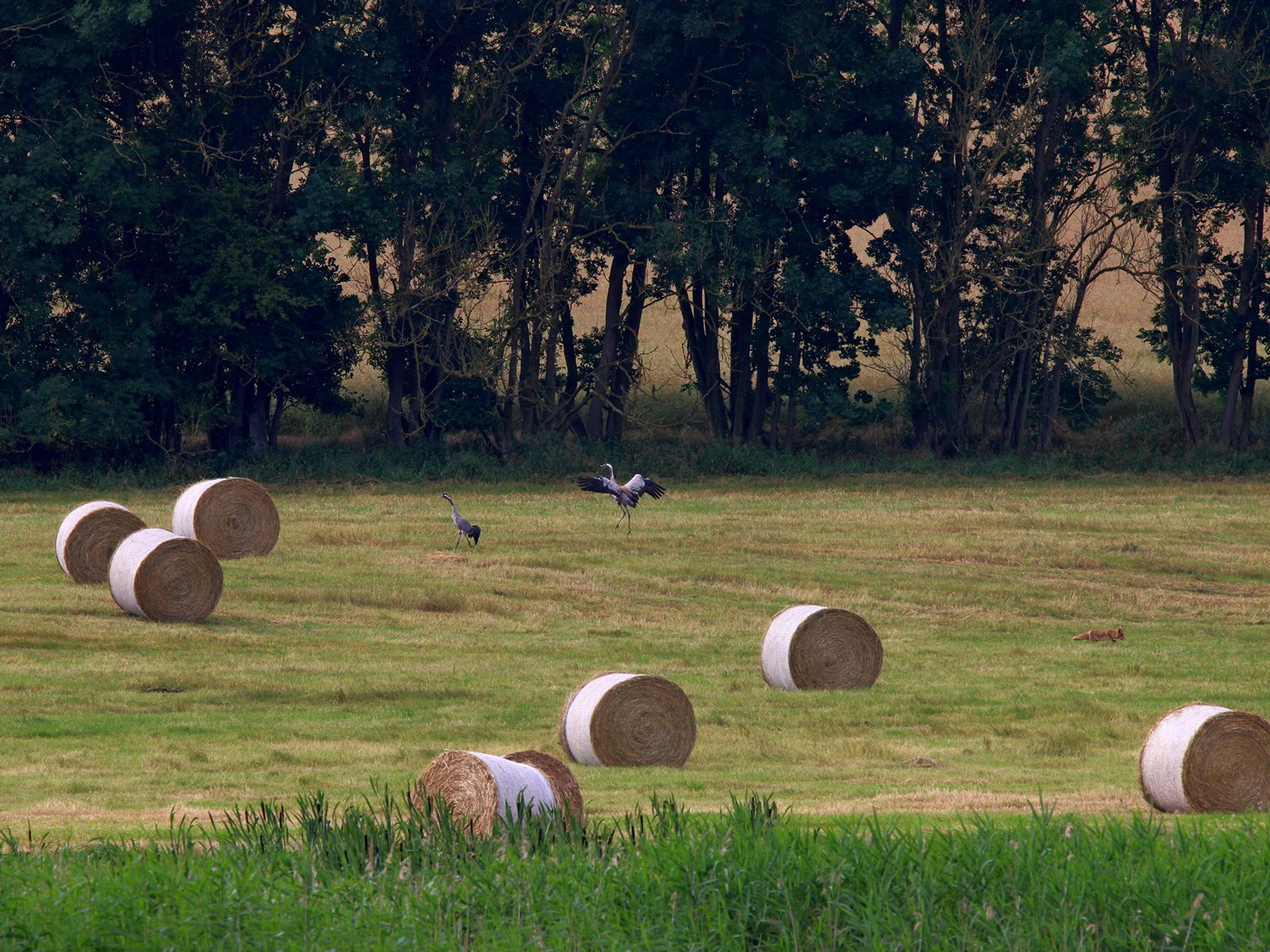
„Fuchs und Kranich“

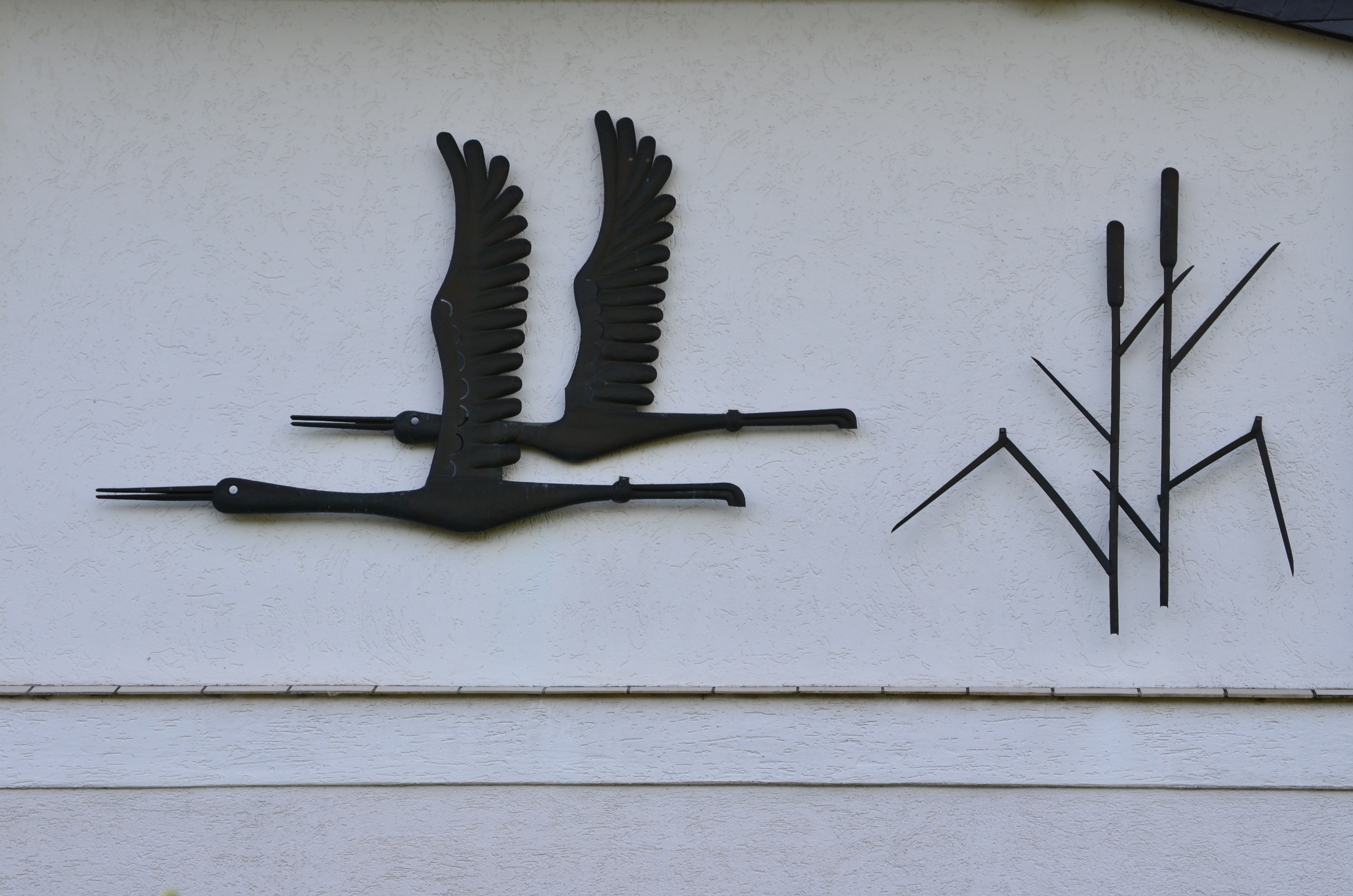
Fliegende Kraniche (Motiv des Neuwieder Künstlers Klaus Rudolf Werhand Anfang der 1980er Jahre)

In alten Volksmärchen und Überlieferungen tritt der Kranich, der in der Regel mit positiven Eigenschaften besetzt wird, als Verkünder von Geburten und Hochzeiten, aber auch von Krieg und Tod in Erscheinung. Der altisraelitische Prophet Jeremia verwendet das Zugverhalten dieses Vogels gleichnishaft (Zeit der Umkehr) in der Bibel. In Fabeln wird er in der Regel zum Aufzeigen menschlicher Ungerechtigkeit und Undankbarkeit genutzt.
Die jakutische Geschichte Die Kranichfeder handelt von einem Kranich, der sich in ein schönes Mädchen verwandelt, um einen Menschenmann zu heiraten. Als er eines Tages sein abgestreiftes Federkleid wiederfindet, schwingt er sich davon, so dass er für die Flüchtigkeit des Sommers und der Liebe steht. Auch das russische Märchen Reiher und Kranich sowie das finnische Fuchs und Kranich, in dem der Fuchs von ihm das Fliegen lernen will, behandeln diesen Vogel.
Auch in der Äsopschen Fabel vom Wolf und Kranich (bzw. Phädrus: Der Wolf und der Kranich) geht es ungerecht zu. Hier befreit der Kranich den Wolf zwar vom im Halse steckengeblieben Knochen, wird aber um seinen Lohn betrogen.
Der Meistersinger Hans Sachs zeigt in dem Fabelgedicht Der Pfau mit dem Kranich (1537) ein Streitgespräch zwischen Pfau und Kranich, um zu verdeutlichen, dass jeder seine Gaben finden und gebrauchen soll, ohne die der anderen zu verachten. In der deutschen Fabel von Fuchs und Kranich laden sich beide gegenseitig zu einem Mahl ein, das nur sie selbst verzehren können. Auch Johann Wolfgang von Goethe widmet sich dieser Thematik in einem Gedicht. In Felix Dahns Ballade Walther von der Vogelweide, 03. Der Kranich symbolisiert der Kranich den christlichen Heiland, der die Kreuzfahrer ins Heilige Land nach Jerusalem begleitet und sich opfert, um das Leben des Menschen zu retten.
In der Dichtung wird der Kranich symbolisch für etwas „Erhabenes“ in der Natur verwandt. Wilhelm Buschs Der kluge Kranich spielt auf den Stein tragenden wachsamen Vogel an. Friedrich Schiller inspirierte die Geschichte der Kraniche, deren Erscheinen die Mörder des Dichters Ibykus verraten, zu der berühmten Ballade Die Kraniche des Ibykus. Goethe lässt im Faust (Vor dem Tor) den Protagonisten klagen:

„Und über Flächen, über Seen
Der Kranich nach der Heimat strebt.“

Ewald von Kleists Gedicht Der gelähmte Kranich spricht von einem Exemplar, das nicht in den Süden ziehen kann und sich im Winter gegen seine Spötter behaupten und sein Leiden ertragen muss. In Theodor Fontanes Gedicht Der Kranich wird erzählt, wie ein Kranich mit gestutzten Flügeln sehnsuchtsvoll versucht, mit seinem Artgenossen zu ziehen und nach vergeblichem Bemühen von den Hühnern ausgelacht wird. Auch die Gedichte Der Kranich von Nikolaus Lenau und Die Kraniche von N. M. Rubcow haben diesen Vogel zum Thema.
Bertolt Brecht verwendet in seinem Gedicht Die Liebenden fliegende Kraniche als Sinnbild für die Liebe. Es beginnt:

„Sieh jene Kraniche in großem Bogen!

Die Wolken, welche ihnen beigegeben

Zogen mit ihnen schon, als sie entflogen

Aus einem Leben in ein andres Leben“

In Ernst Wiecherts Die Jeromin-Kinder wird durch den Kranich beschrieben, wie der Eierräuber Gogun die Gelege und Jungvögel stiehlt, um sie an Gutsbesitzer zu verkaufen. In Viktor S. Rozows Drama Die ewig Liebenden werden diese Vögel als Motiv beim Tod des Protagonisten Boris verwendet. In Tschingis Aitmatows Novelle Frühe Kraniche treten Kraniche als Künder des nahen Frühlings, der Liebe und Lebensfreude, aber auch als Mahnung gegen Krieg, Entfremdung und Entzweiung auf. Auch Selma Lagerlöf erwähnt den Kranich in Die wunderbare Reise des kleinen Nils Holgersson mit den Wildgänsen in einem Kapitel (Der große Kranichtanz auf dem Kullaberg). In den Tiergeschichten von Pentti Haanpää wird der Kranich vermenschlicht und individualisiert.

#### Musik, Kunst und Film

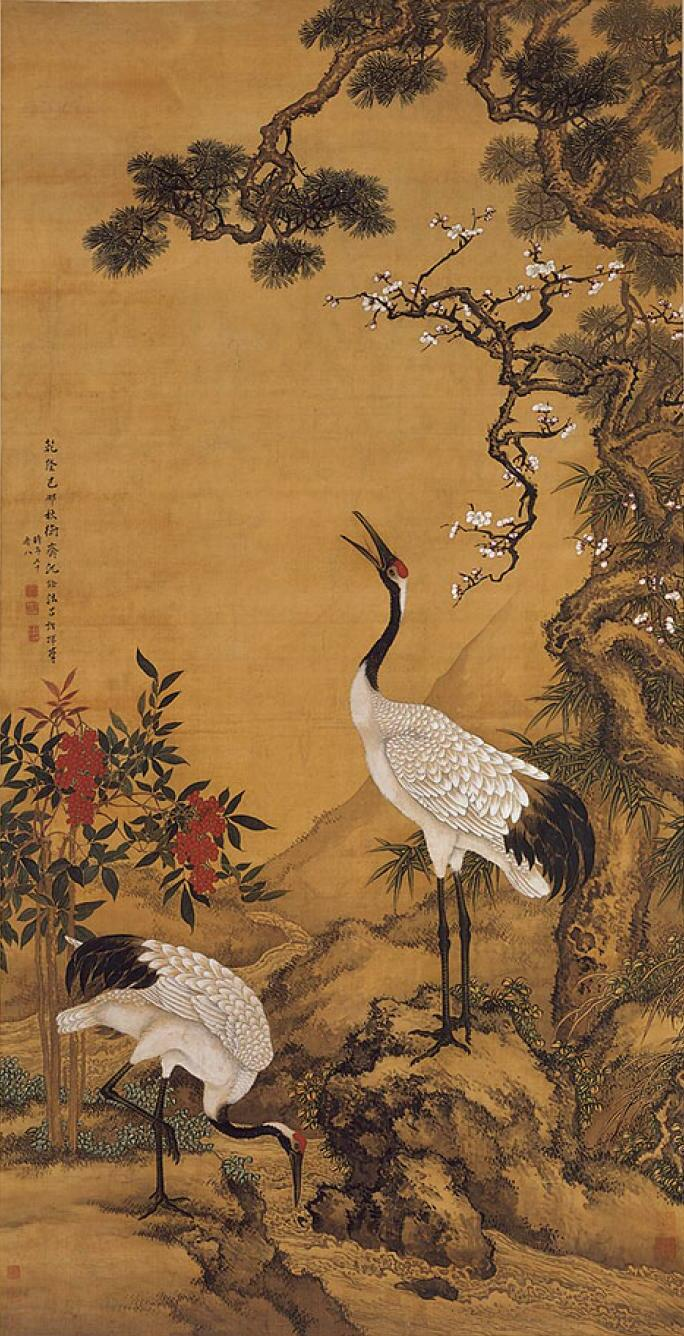
Kiefer, Pflaumenbaum und Kraniche von Shen Quan (1759)

Das Gedicht „Die Liebenden“ von Bertolt Brecht ist als Duett Bestandteil der Oper Aufstieg und Fall der Stadt Mahagonny.
In der bildenden Kunst ist der Kranich von der Frühzeit bis in die jüngste Gegenwart zu finden. Er ist sowohl auf Tafel- und Wandbildern als auch auf Miniaturen und Illustrationen ein Motiv. Zudem existieren handwerkliche und plastische Werke aus Textil, Keramik, Holz, Stein, Bronze, Edelmetallen und anderen Materialien. Besonders in Asien wird dieser Vogel gern auf Bildern wiedergegeben.
In der christlichen Kunst stellt das Mosaik der Kirche San Marco in Venedig mit anderen Vögeln auf den Einlass in die Arche Noah wartende Kraniche dar. Auf einem Stich zeigt Albrecht Dürer Justitia mit dem steintragenden Kranich an ihrer Seite.
In der armenischen Kultur spielt der Kranich (armenisch Կռունկ – Krunk) eine große Rolle. So wird er in einem berühmten Lied von Komitas Vardapet als Überbringer von Nachrichten aus der fernen Heimat angesprochen und symbolisiert damit das Schicksal der Vertreibung, das das armenische Volk in seiner Geschichte oft erlitten hat.
Im Film Die Kraniche ziehen des russischen Regisseurs Michail Kalatosow bilden fliegende Kraniche das Motiv, wenn es um den Tod des Protagonisten Boris geht.
Die Sängerin Juliane Werding veröffentlichte 1972 den Schlager Der letzte Kranich vom Angerburger Moor.
Der Musiker Bosse schrieb und sang den Song Kraniche, welcher 2013 auf dem gleichnamigen Album erschien und in dem das Beobachten von Kranichen Ende September beschrieben wird.

#### Sonstiges

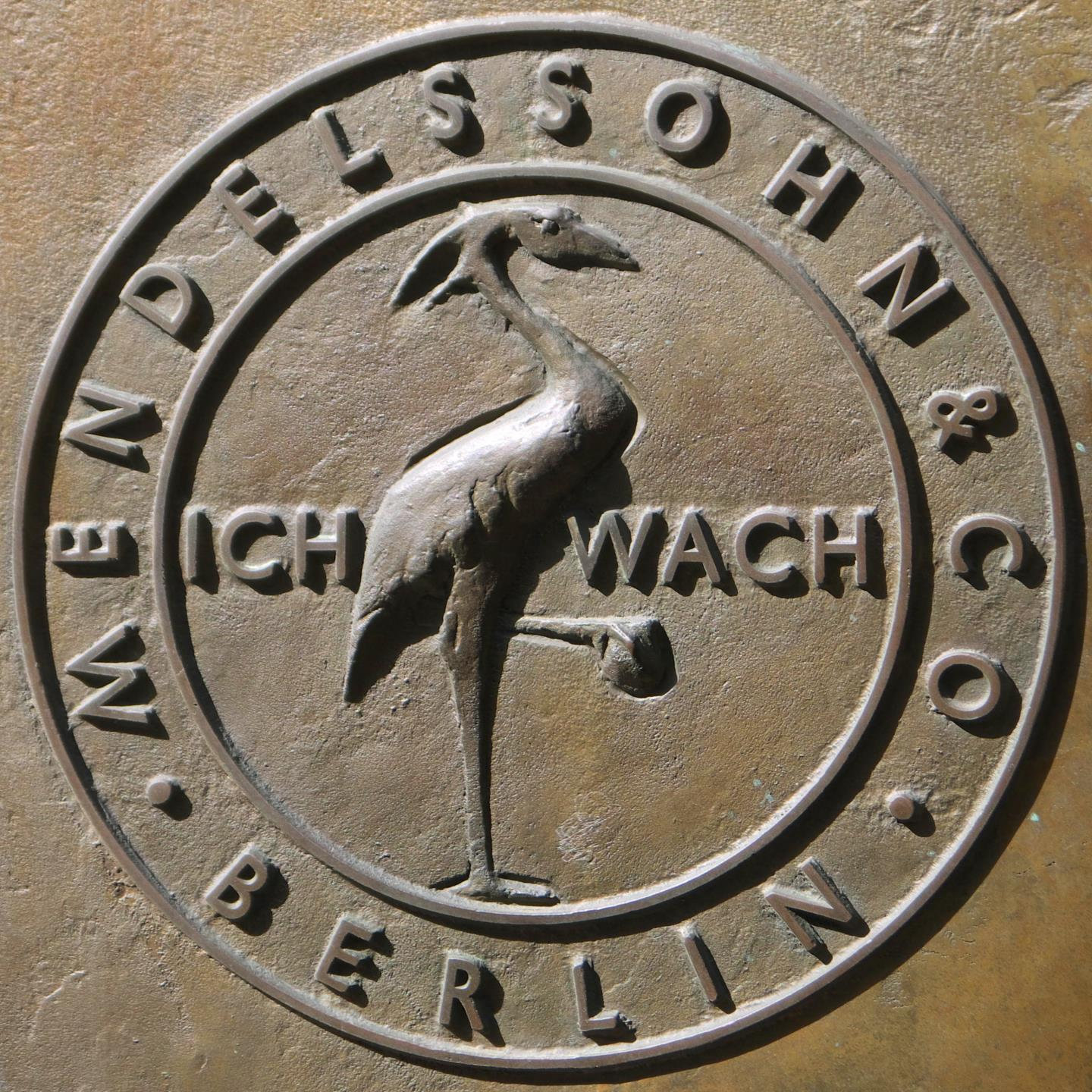
Kranich der Mendelssohn-Gesellschaft mit Stein und dem Spruch „Ich wach“

Der fliegende Kranich ist ein Markenzeichen moderner Verkehrsmittel. So tragen ihn Automobile von La Hispano-Suiza und der Société Française Hispano-Suiza, aber auch Fluggesellschaften wie Japan Air Lines, Air Uganda und Xiamen Air in China. Die Deutsche Lufthansa verwendet ihn seit 1926 als Firmenzeichen, das 1918 von Otto Firle in Berlin geschaffen wurde. Auch die polnische Fluggesellschaft Polskie Linie Lotnicze LOT hat seit 1931 einen stilisierten Kranich als Markenzeichen.
Die Einsatzabteilung der österreichischen Polizei, welche am Flughafen Wien-Schwechat aus Anlass des dort am 27. Dezember 1985 stattgefundenen Terroranschlages gegründet wurde, trägt ebenfalls den Namen „Einsatzabteilung Kranich“. Der Name wurde wegen der besonderen Wachsamkeit des Vogels und in Assoziation zum Flug gewählt.
Der Asteroid des inneren Hauptgürtels (8761) Crane ist nach dem Kranich (Grus grus) benannt, der in englischer Sprache Crane heißt. Die Benennung des Asteroiden erfolgte am 2. April 1999. Der Grund der Namenswahl: Bei Benennung war der Bestand der Kraniche in Europa gefährdet.

### Der Umgang mit dem realen Tier

#### Der Kranich als Jagdbeute
Die Felszeichnungen in spanischen Höhlen sowie in Schweden und die Funde von Knochen in jungsteinzeitlichen Siedlungen weisen darauf hin, dass Kraniche schon in vorgeschichtlicher Zeit gejagt wurden. Interessanterweise sind in Ungarn gefundene Knochen aus römischer Zeit etwa 10 bis 20 Prozent größer als die heutiger Vögel. Den Menschen dienten Fleisch und Eier als Nahrung, Knochen als Werkzeuge und Federn als Schmuck.
Der antike Dichter Horaz sah ihn als „angenehme Beute“, hätte er doch nur nicht so viele Sehnen. Auch heute werden noch auf einigen Märkten in Afrika und Indien Vögel zum Kauf angeboten. Im Mittelalter galten Kraniche als edle Beute. Das Jagdbuch von Petrus de Crescentii beschreibt das Vorgehen. Demnach spannte man Netze, in die man in der Dämmerung die Vögel hineinscheuchte. Im Falkenbuch, dem Codex De arte venandi cum avibus (Über die Kunst, mit Vögeln zu jagen) des Stauferkaisers Friedrich II., ist der Kranich in mehreren Farbminiaturen dargestellt.

#### Der Kranich als Schädling
Nach einem byzantinischen Bauernspruch sei es einfacher, „den Felsen zu bebauen als Felder und Hügel, die den Kranich zum Nachbarn haben“. Als „Samenräuber“ und „Schollenknacker“ fingen die alten Griechen den Kranich mit Netzen, Schlingen und Leimruten. In Preußen ließ Friedrich Wilhelm I. zur Kultivierung von Stromtälern und Flussauen die Jagd auf Kraniche „wegen ihres großen Schadens“ anordnen.
Ein weiteres Problem stellt die Gefährdung des Flugverkehrs durch Kraniche dar. Durch ihr hohes Körpergewicht können bei Kollisionen gefährliche Schäden an Luftfahrzeugen entstehen, wie zum Beispiel ein Durchschlagen der Cockpitscheiben und Triebwerksausfälle. Infolge des massierten Auftretens der Kraniche in großen Zügen besteht auch die Gefahr von multiplen Treffern verbunden mit einem gefährlichen Totalausfall der Triebwerke.

#### Der Kranich als Zeitenmesser
Eine Reihe von Bauernregeln nehmen Bezug auf den Zug der Kraniche, der in Beziehung zu Aussaat und Ernte gesetzt wird. So findet sich bereits beim griechischen Schriftsteller Hesiod der Hinweis:

„Merke du auf, sobald du des Kranichs Stimme vernommen,

Der alljährlich den Ruf von der Höh’ aus den Wolken dir sendet

Bringt er die Mahnung doch zum Säen, verkündet des Winters Schauer …“

Zudem sollen hoch fliegende Kraniche gutes Wetter ankündigen.

#### Der Kranich als Ziervogel
Als Ziergeflügel wurden Kraniche sowohl in China („Vogel ersten Ranges“) und in Indien („Vornehmster aller Gefiederten“) als auch im Alten Ägypten gehalten. Davon berichten über 4000 Jahre alte Reliefs in ägyptischen Gräbern der Pharaonenzeit. Auch die Grabkammer des Ti weist darauf hin, dass diese Vögel sowie Jungfernkraniche in halbzahmen Herden als Opfertiere gehalten und gemästet wurden.
Aus Schriften des Römers Varro lässt sich schließen, dass Kraniche später auch als Hausvogel gehalten wurden. Dabei wurden sie zur Bewachung von Haus und Hof eingesetzt, um mit ihrem lauten trompetenähnlichen Schreien zuverlässig vor Raubtieren und Greifvögeln zu warnen. Als Karl der Große jedoch ein salisches Gesetz änderte, ging dieser Brauch verloren.

#### Vogel des Jahres
Der Kranich war Vogel des Jahres 1978 in Deutschland, 1997 in Estland, 2010 in Armenien, und 2020 als gesamte Familie Gruidae in Russland.

### Allgemeine Literatur
- Urs N. Glutz von Blotzheim: Handbuch der Vögel Mitteleuropas. Band 5: Galliformes und Gruiformes. Aula Verlag, Wiesbaden 1994, ISBN 3-89104-561-1.
- B. Hachfeld: Der Kranich. Schlütersche Verlagsanstalt, Hannover 1989, ISBN 3-87706-309-8.
- Peter Matthiessen: Die Könige der Lüfte. Reisen mit Kranichen. Carl Hanser Verlag, 2007, ISBN 978-3-446-20728-8.
- Wolfgang Mewes, Günter Nowald, Hartwig Prange: Kraniche – Mythen. Forschung. Fakten. G. Braun Verlag, Karlsruhe 2003, ISBN 3-7650-8195-7.
- Günter Nowald, Hermann Dirks: Kranichbegegnungen – Kranichwelten. Naturblick Peter Scherbuk Verlag, 2006, ISBN 3-9809695-2-5.
- Claus-Peter Lieckfeld, Veronika Straaß: Mythos Vogel. BLV Buchverlag, München 2002, ISBN 3-405-16108-8.
- Hartwig Prange: Der Graue Kranich (Grus grus). (= Die Neue Brehm-Bücherei. Band 229). Westarp Wissenschaften, Hohenwarsleben 2014, ISBN 978-3-89432-346-2 (Nachdruck der Erstausgabe: A. Ziemsen Verlag, Wittenberg Lutherstadt 1989, ISBN 3-7403-0227-5).
- Carl-Albrecht von Treuenfels: Kraniche – Vögel des Glücks. Rasch und Röhring Verlag, Hamburg 1997, ISBN 3-89136-653-1. (archive.org)
- Carl-Albrecht von Treuenfels: Zauber der Kraniche. Knesebeck 2005, ISBN 3-89660-266-7.
- Tobias Böckermann, Willi Rolfes: Der Kranich: Ein Vogel im Aufwind. Atelier im Bauernhaus, Fischerhude 2011, ISBN 978-3-88132-177-8.
- Bernhard Wessling: Kranichgedanken. Margraf Verlag, 2000, ISBN 3-8236-1326-X.

### Spezielle Literatur
- T. Fichtner: Untersuchungen über Verhalten und Habitatnutzung übersommernder Kraniche (Grus grus) in Westmecklenburg. Fachhochschule Nürtingen, FB Landespflege, Diplomarbeit, 1997.
- A. Krull: Untersuchungen zum Verhalten von Wildgänsen und Kranichen während der Herbstrast auf Rügen: Nutzungen der Nahrungsflächen und Reaktionen auf Störreize. Fachhochschule Anhalt – Abteilung Bernburg, Diplomarbeit, 1995.
- Günter Nowald: Habitatnutzung einer Frühjahrsrastpopulation des Kranichs Grus grus. Universität Osnabrück, Diplomarbeit, 1994.
- Günter Nowald: Bedingungen für den Fortpflanzungserfolg: Zur Öko-Ethologie des Graukranichs Grus grus während der Jungenaufzucht. Universität Osnabrück, Dissertation, 2003.
- Wolfgang Mewes: Bestandsentwicklung des Kranichs Grus grus in Deutschland und deren Ursachen. Martin-Luther-Universität Halle-Wittenberg, Dissertation, 1995.
- Ch. Potthof: Störreize und Störwirkungen am Brutplatz des Grauen Kranichs (Grus grus). Universität Osnabrück, Diplomarbeit, 1998.
- Hartwig Prange: Crane Research and Protection in Europe. Martin-Luther-Universität Halle-Wittenberg, 1995.
- T. Schulmeyer: Zur Ernährung von Kranichen (Grus grus) im mecklenburgischen Brutgebiet. Universität Osnabrück, Diplomarbeit, 1997.
- B. Wilkening: Verhaltensbiologische und ökologische Untersuchungen zu Habitatpräferenzen des Kranichs Grus grus im Land Brandenburg sowie mathematisch-kybernetische Habitatmodelle zur Bewertung von Landschaftsräumen während seiner Reproduktions- und Rastzeit. Humboldt-Universität Berlin, Dissertation, 2003.